# Греки в США
Америка́нцы гре́ческого происхожде́ния (греч. Ελληνοαμερικανοί — эллиноамерика́нцы (произносится как эллиноамерикани́), англ. Greek Americans — гре́ко-америка́нцы, америка́нские гре́ки) — американцы с полной или частичной греческой родословной, часть греческой диаспоры в США. Насчитывается около 1,3 млн (по некоторым оценкам около 3 млн) человек, из которых в 2010 году 321 144 человек старше пяти лет разговоривали дома на греческом языке. Наибольшее количество греков проживает в городских агломерациях Большой Нью-Йорк, Большой Бостон и Большой Чикаго, а также в крупных метрополитенских ареалах по всей территории США. Американским городом с самым большим процентом греческого населения является Тарпон-Спрингс (Флорида), в котором по переписи населения 2000 года 11 % из 23 484 человек являются греками, из которых, в свою очередь, 6 тыс. выходцы с острова Калимнос (Греция). В США проживает самая крупная в мире греческая община.

## История

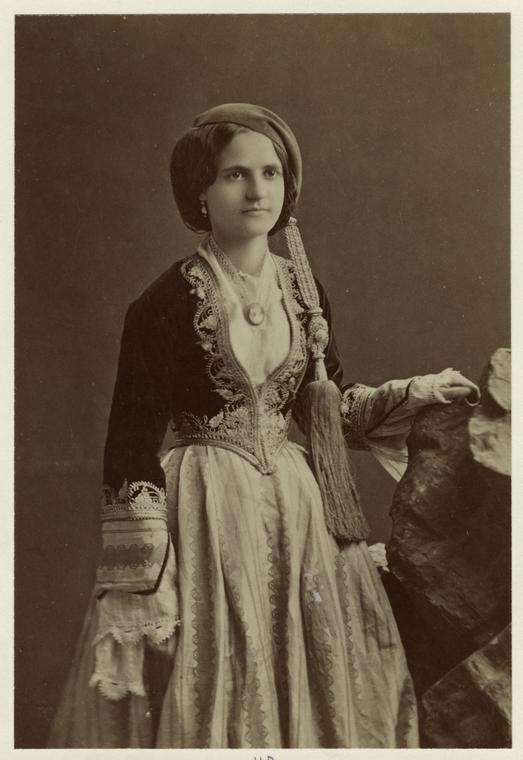
Молодая греческая иммигрантка на острове Эллис (конец XIX века)

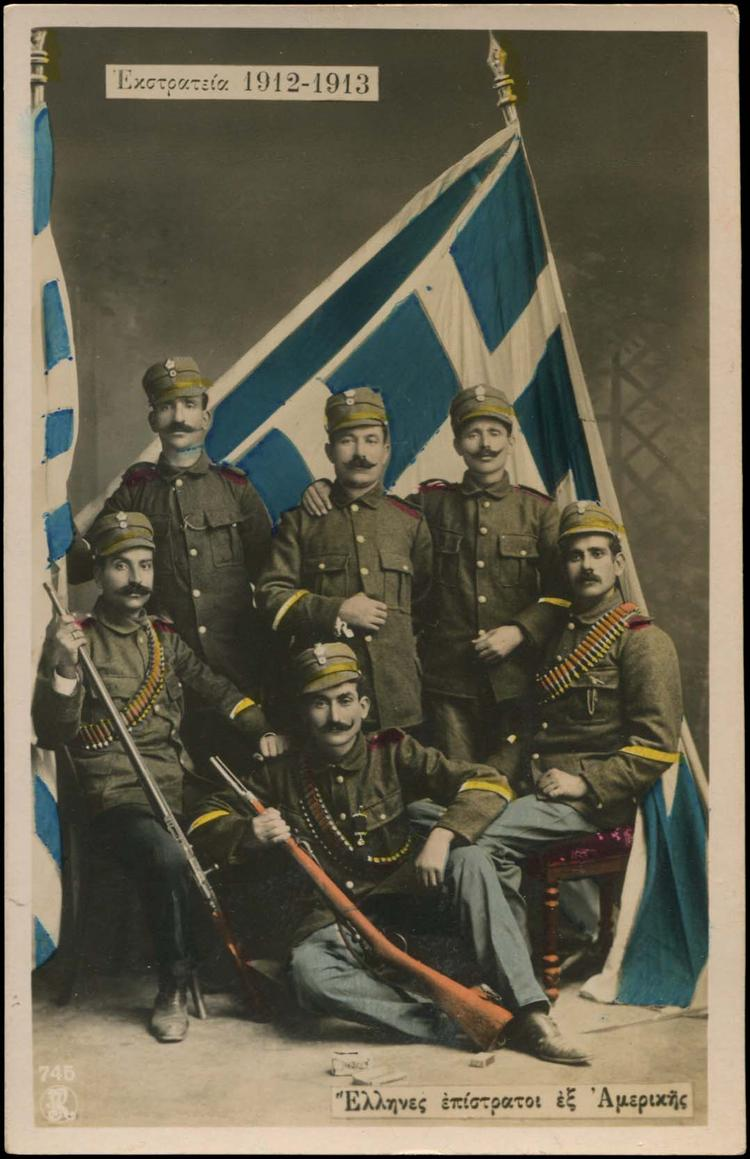
Греко-американские добровольцы в Балканских войнах

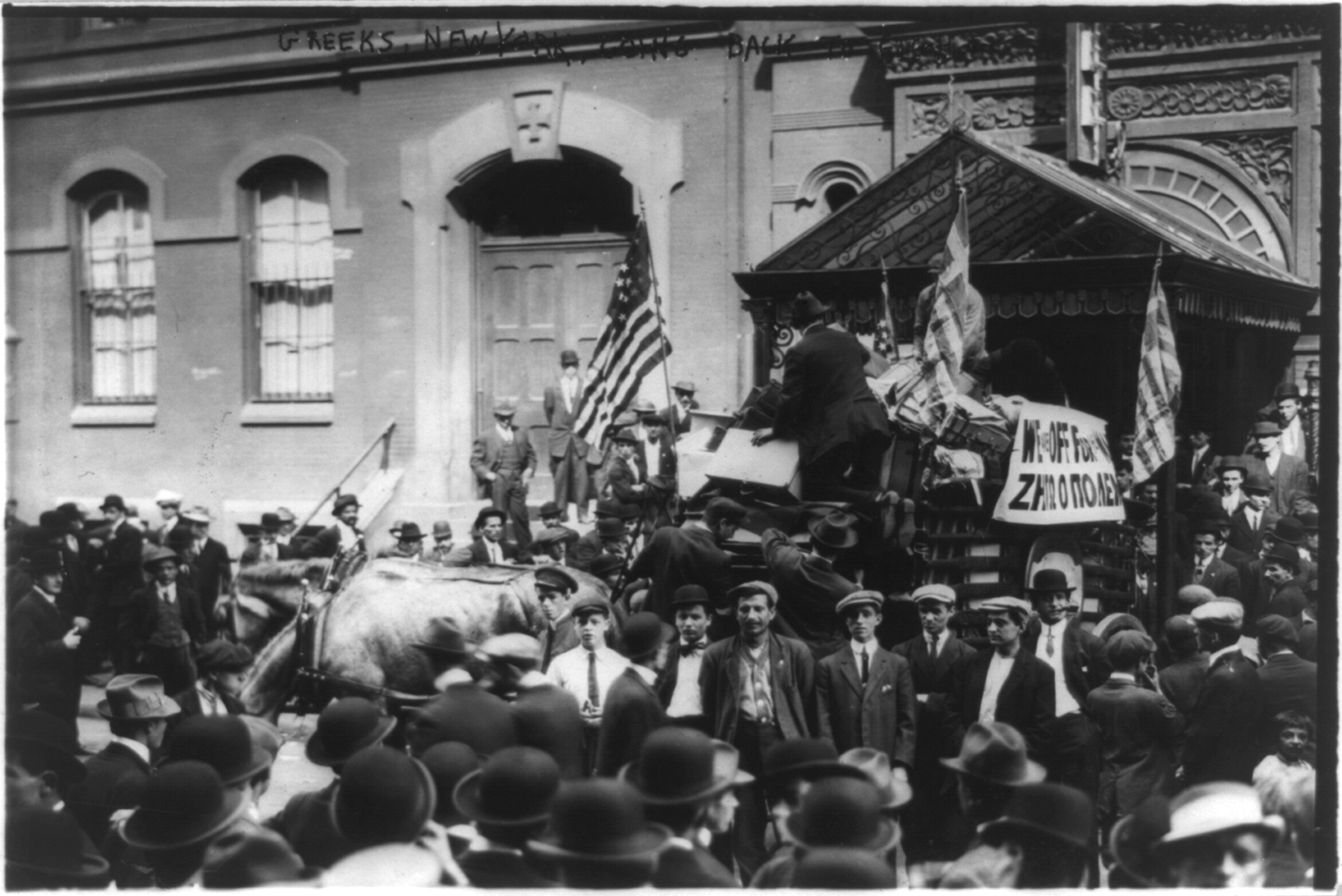
Греческие иммигранты в США возвращаются в Грецию для участия в Первой Балканской войне (Нью-Йорк, октябрь 1912)

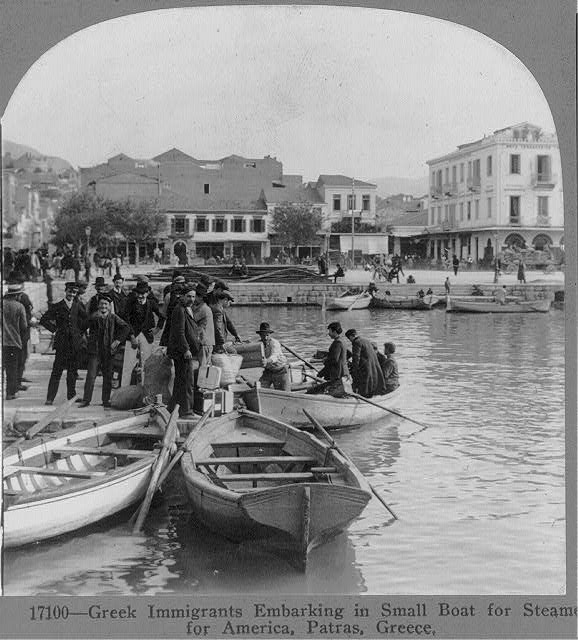
Греки на пути в Америку (Патры, Греция, 1910)

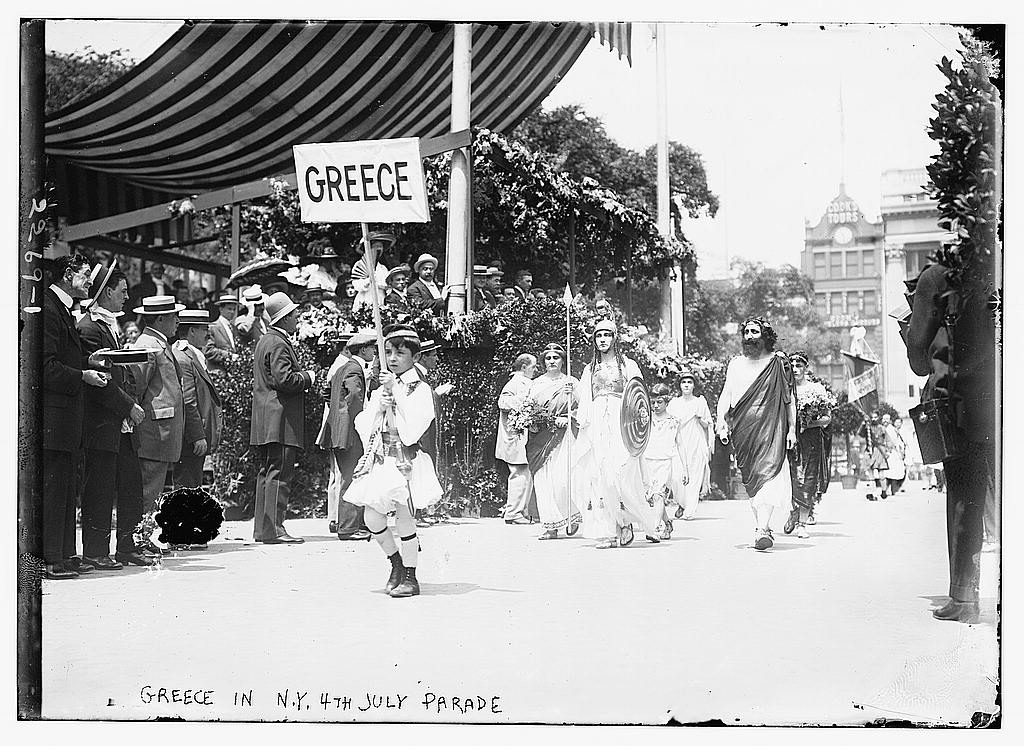
Греки принимают участие в праздновании Дня независимости США (Нью-Йорк, 4 июля, между 1910 и 1915 годами)

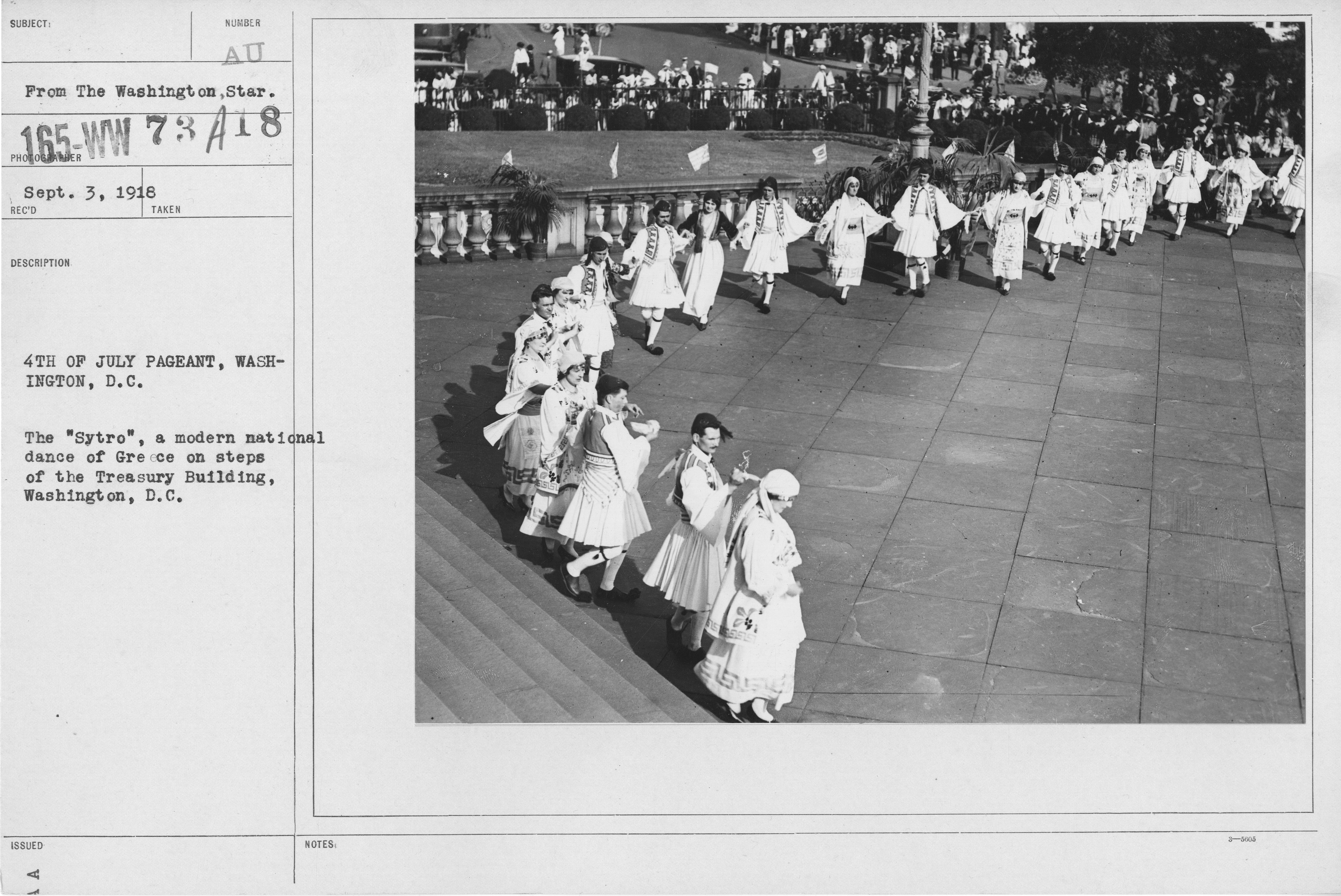
Исполнение современного национального греческого танца сиртос в День независимости США (Вашингтон, округ Колумбия, 4 июля 1918)

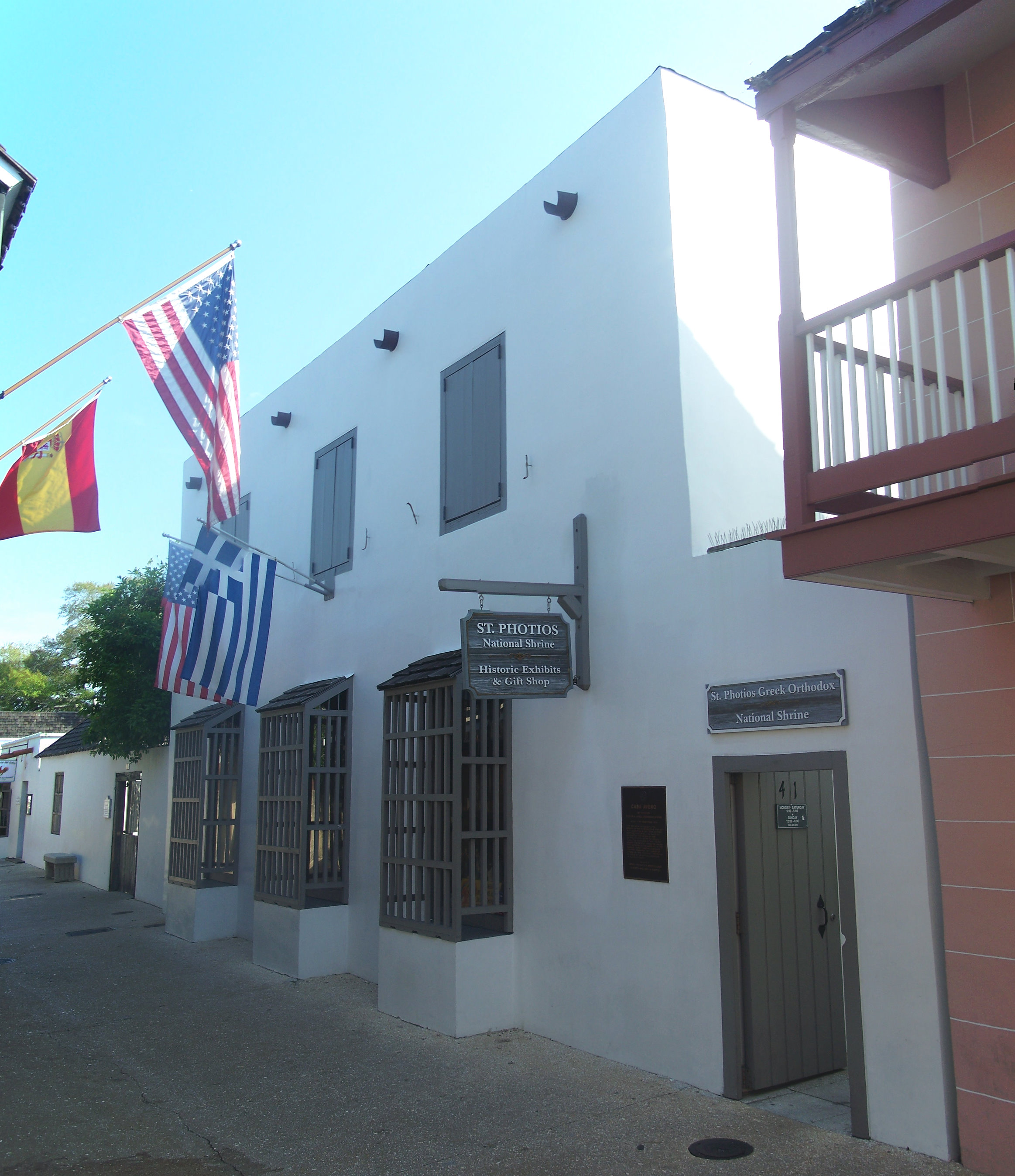
Греческая православная церковь Св. Фотия в Сент-Огастине (Флорида)

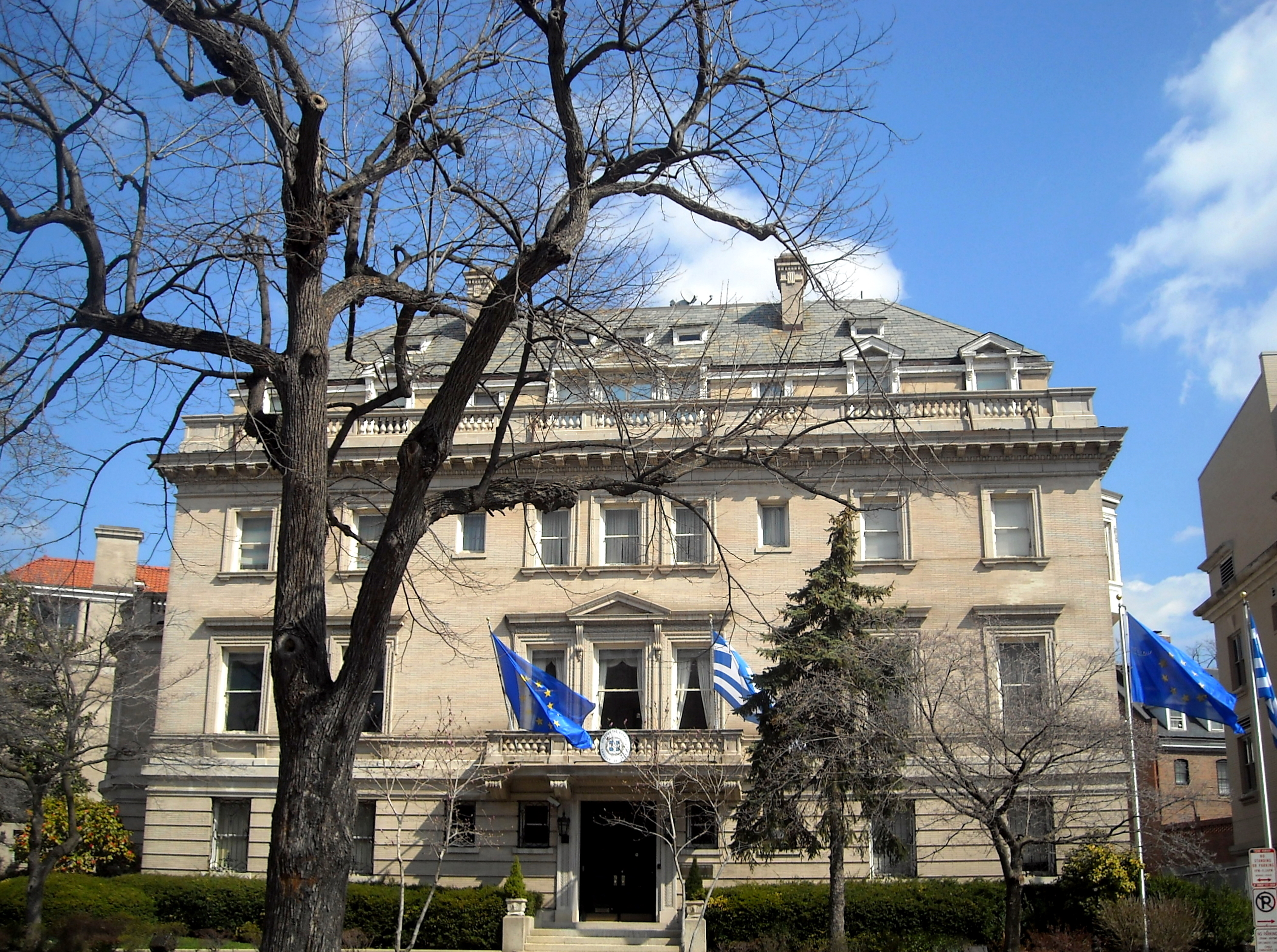
Посольство Греции в США (Вашингтон, округ Колумбия)

### Ранняя история. Первые греки в Америке
Считается, что первым греком, достигшим территории известного сегодня как США государства, был Дон Теодоро Греко, мореплаватель родом с острова в Эгейском море и исследователь Америки, высадившийся в 1528 году на западном побережье Флориды в ходе экспедиции Нарваэса. Панфило де Нарваэс, как и почти весь его отряд, в том числе и Дон Теодоро Греко, погибли во время разыгравшегося урагана. Спастись и добраться до Мексики удалось лишь четверым, среди которых был и Кабеса де Вака, описавший позже весь путь Нарваэса в книге «Кораблекрушения Альвара Нуньеса Кабесы де Вака». Сегодня в городе Тампа во Флориде стоит памятник Дону Теодоро Греко. Другими греческими моряками, возможно прибывшими в Америку в этот период, были Джон Греко и Петрос Критянин.
В 1592 году испанский мореплаватель греческого происхождения Хуан де Фука (Иоаннис Фокас или Апостолос Валерианос) совершил своё второе плавание в поисках легендарного Северо-Западного прохода между Тихим и Атлантическим океанами. Он сообщил об обнаружении пролива, который сегодня носит его имя и по которому проходит граница Канады и США.
В 1764 году в Новый Орлеан (Луизиана) из Афин (Османская империя) иммигрировал Майкл Драгон, который являлся первым официально зарегистрированным греком-жителем этого города. Являлся одним из первых греков в Новом Свете. Его внуком был лингвист и дипломат Александр Димитри, а правнуком — историк и государственный деятель Джон Булл Димитри.
В 1768 году Эндрю Тёрнбуллом, шотландским врачом и британским консулом в Смирне времён Османской империи, была организована самая крупная попытка британской колонизации Нового Света: им была основана колония Нью-Смерна-Бич (Флорида), названная так в честь родного города его супруги Марии Грации Дуры Бин, дочери состоятельного греческого коммерсанта из Смирны, куда он переселил порядка 1300 человек. Никто ранее не предпринимал попыток заселить зараз такое большое количество людей в город в Северной Америке. Тогда около 500 греков из Смирны, с Крита и Мани переселились на новое место, но уже в 1776 году они вынуждены были перебраться в Сент-Огастин, где до сих пор стоит греческая православная церковь Св. Фотия, посвящённая первому греческому поселению в Америке и считающаяся самой старой греческой православной религиозной постройкой в Соединённых Штатах. Местными греческими колонистами также была построена школа.

### XIX век. Крупные волны эмиграции
Первую волну иммигрантов составили около 40 сирот Греческой войны за независимость, привезённых в США американскими миссионерами, выжившие после Хиосской резни, а также осевшие в Америке морские торговцы. Большинство из них эмигрировало с таких островов как Хиос, а другие — из Малой Азии, Эпира и Македонии.
Греки были последними из европейцев, прибывшими в Америку. В 1820—1870 годах в США прибыло около 400 греков. В то время Центр приёма иммигрантов располагался в форте Касл-Гарден в Бэттери-парке. В 1844 году Бэзил Константин стал первым греком, получившим американское гражданство. В 1870 году Иоаннис Килливергос Захос, родившийся в Османской империи, стал директором колледжа Cooper Union. Одними из первых университетских преподавателей и профессоров американских вузов, родившихся на территории Османской империи или Греции, были Александрос Негрис и Е. А. Софоклис.
До 1880-х годов в США насчитывалось менее 2 000 греческих иммигрантов. Первыми из них были юноши, выкупленные американскими военно-морскими офицерами и филантропами из турецкого рабства. Их отправили в США для обучения, многие из них стали учителями и военно-морскими офицерами. Очень многие иммигранты происходили из регионов, которые продолжали оставаться под властью османов, призывавших греческих юношей в турецкую пехоту. Через остров Эллис они попадали на улицы Нью-Йорка, где искали своих соплеменников, которые могли бы помочь им найти работу. Некоторые из мужчин в конечном итоге достигали Денвера (Колорадо), где греческая община уже была относительно хорошо устроена, а греческие агенты регулярно посещали кафе в поисках работников на сталелитейные заводы Пуэбло, шахты Ледвилла и многочисленные серебряные рудники. Другие прибывали через Вайоминг, некоторые по пути оставались на угольных шахтах Рок-Спрингса, но большинство из мужчин приехало в Солт-Лейк-Сити, чтобы найти Эндрю Склириса, законного греческого агента, известного всем греческим иммигрантам США. Из Солт-Лейк-Сити новобранцев отправляли на прокладку рельсов для железных дорог Oregon Short Line, Union Pacific, а также Denver & Rio Grande. Другим удалось найти более постоянную работу на медном руднике Бингем-Каньон, мельницах и плавильных заводах Магны и Гарфилда, а также на сортировочных станциях в Солт-Лейк-Сити. Несколько человек смогли открыть собственный бизнес, в том числе небольшие кондитерские магазины, рестораны и стойки для чистки обуви, другие же стали уличными продавцами. В 1905 году в округе Солт-Лейк насчитывалось 2 000 греческих мужчин.
В 1850-х годах первая крупная греческая община сформировалась в Новом Орлеане (Луизиана).
В 1866 году в Новом Орлеане было открыто первое греческое консульство. Большинство проживавших в США к этому периоду греков прибыло из Малой Азии и с тех Эгейских островов, которые на тот момент продолжали оставаться под властью осман.
В 1880-х годах численность греческого населения США, которая до того момента продолжала оставаться незначительной, начала увеличиваться, чему послужили неблагоприятные экономические условия в Греции, побудившие многих жителей страны иммигрировать в США. В этот период большинство греков прибыло из Лаконии, особенно из города Спарта.
В 1890 году в США проживало почти 15 000 греков.
Иммиграция возобновилась в 1890-е годы и начале XX века, что главным образом было обусловлено экономически положительными перспективами в США, тяжёлыми условиями жизни в Османской империи, Балканскими войнами и Первой мировой войной. Большая часть мигрантов прибыла в США из южной Греции, особенно из регионов Лакония и Аркадия.
В конце XIX века, в результате активной иммиграции в США, росла греческая община города Нью-Йорк. Около 450 000 греков, прибывших на Северо-Восток США, поселилось, главным образом, в Нью-Йорке. В 1892 году в городе была построена первая греческая православная церковь — Троицкий собор.

### XX век
В XX веке среди иммигрировавших в США греков было более 90 % мужчин, в отличие от других переселенцев из Европы, таких как итальянцы и ирландцы, среди которых мужская часть составляла в среднем от 50 % до 60 %. Многие греки рассчитывали, что, поработав и накопив денежный капитал для своих семей, они смогут вернуться на родину. Однако этому не суждено было случиться из-за случившегося геноцида греков, инициированного турецким правительством, а также в связи с последовавшим за этим принудительным обменом населением между Грецией и Турцией, в результате которого 1 500 000 греков Анатолии, Восточной Фракии и Понта оставили свои дома. Прибывшие в США изначально как экономические иммигранты, греки теперь вынуждены были окончательно остаться здесь. Они были юридически лишены гражданства на своей родине и потеряли право вернуться, а члены их семей стали беженцами. Кроме того, первые широко реализованные ограничения на иммиграцию в США в отношении иностранцев не из Западной Европы (Закон об иммиграции 1924 года) побуждали их ходатайствовать о предоставлении гражданства, привозить свои семьи и оставаться жить в США на постоянной основе. Менее 30 000 греков прибыло в США в 1925—1945 годы, большинство из которых были «невестами по фотографии» для одиноких греческих мужчин, а также приехавшими к своим родственникам члены семей.
В 1890—1917 годы в США мигрировало 450 000 греков. Большинство из них работало в городах Северо-Востока США, другие трудились на строительстве железной дороги и в шахтах на Западе США. В 1918—1924 годы в США попало 70 000 греков. Около 30 % мигрировавших до 1930 года вернулись на родину, некоторые из них для участия в Балканских войнах. Каждая волна иммиграции способствовала расцвету эллинизма в США.
В период между 1900 и 1920 годами греки, трудившиеся на заводах Лоуэлла (Массачусетс), ежегодно проводили забастовки. Условия жизни рабочих на строительстве железных дорог и в шахтах были крайне тяжёлыми, часто иммигранты жили в палатках или пустых вагонах недалеко от железнодорожных путей. Обременённые таким положением дел, греческие рабочие прибегли к беспрецедентному для того времени решению — созданию профсоюза. В 1914 году в Колорадо в ходе забастовки произошла одна из крупнейших трагедий, когда в трудящихся, изгнанных из домов и вынужденных жить со своими семьями в палатках, был открыт огонь, в результате чего погибли бастовавшие и члены их семей. Среди лидеров забастовки был греческий иммигрант с Крита Луис Тикас, который, попытавшись оказать помощь безоружным людям, погиб в результате перестрелки (см. Бойня в Ладлоу). На похороны Тикаса приехали тысячи греков со всех западных штатов страны. В 2018 году по инициативе и на средства греческой общины в городе Тринидад (Колорадо) был открыт памятник Луису Тикасу.
События начала 1920-х годов, включая преследования со стороны организации Ку-клукс-клан, побудили греков создавать свои первые национальные, религиозные и общественные организации.
Принятием Законов об иммиграции 1921 и 1924 годов были установлены квоты. По Закону 1921 года США приняли 3 063 грека, а Закон 1924 года ограничил их число до 100 человек. В 1925—1929 годах, благодаря увеличению квоты, в США въехало 10 883 грека. В 1920 году в городе Нью-Йорк проживало 20 000 греков.
В конце XIX и начале XX веков греки, как и большинство иммигрантов из других стран, попадали на территорию США через остров Эллис. Каждый иммигрант должен был иметь при себе по крайней мере 25 долларов для того, чтобы остаться в США. Иммигранты проходили медицинский контроль, проверку документов и регистрацию, что занимало долгое время. Для иммигрантов, оказавшихся в Нью-Йорке, процесс адаптации был тяжёлым периодом, многие являлись жителями деревень и впервые видели большой город, многонациональный по составу, где проживали итальянцы, евреи, ирландцы и др. В поиске работы не знавшим языка и общего положения дел иммигрантам помощь оказывали соотечественники (близкие и дальние родственники, друзья, знакомые). В начале XX века работу можно было также найти через патрона (поставщика дешёвой рабочей силы), которому для этого нужно было заплатить, а впоследствии еженедельно отдавать часть своего заработка, чтобы не потерять её. Были рабочие места, которые невозможно было получить без помощи патрона.
В 1929 году в США разразилась Великая депрессия. Экономический кризис негативно отразился и на местных греках, когда тысячи греческих предприятий и компаний были закрыты, тысячи греков оказались безработными, а многие из них вместе с другими американцами стояли в крупных уличных очередях за общественным питанием. Невзирая на кризис, греки не покидали США. Когда президент Франклин Рузвельт начал проводить политику Нового курса, греки приняли её с восторгом. Хотя многие из них были либо сторонниками Республиканской партии, либо вовсе не проявляли интереса к политике, тем не менее в итоге они начали массово поддерживать Демократическую партию, а во многих региональных организациях греческой общины с тех пор имеется портрет Рузвельта.

Жизнь греческих иммигрантов начала постепенно улучшаться уже в 1920—1930 годах. Тем не менее, одно событие, ставшее уникальным для греческой этнической группы США, изменило положение в значительной степени и навсегда. Этим событием был ответ «Όχι» («Нет») премьер-министра Греции Иоанниса Метаксаса в ответ на ультиматум Бенито Муссолини, в результате чего на Балканах началась Вторая мировая война (см. Итало-греческая война). Этот конфликт стал первым в Европе, в результате которого фашистская армия потерпела поражение. Греческие иммигранты знали об этом и были воодушевлены, однако об этом узнали и американцы. Новость попала на заглавные страницы всех американских газет, на карикатурах изображались огромных размеров фашисты, которых поражают небольшого размера греки. Позднее Уинстон Черчилль произнёс впоследствии ставшую знаменитой фразу:
Отныне мы не говорим, что греки сражаются как герои, а говорим, что герои сражаются как греки.
После «Όχι» народа Греции греческая община США приобрела славу, уважение и симпатию. В целом 1940-е годы в жизни американских греков ознаменовались принятием и признанием общины среди населения США. Этому послужила героическая борьба греков с итальянскими фашистами и участие Греции во Второй мировой войне на стороне союзников. Ещё одним фактором являлись произошедшие в то время в Америке демографические изменения, когда белые американцы молодого возраста были мобилизованы, в результате чего афроамериканцы массово переселились с юга в промышленные города на севере страны, где заняли освободившиеся рабочие места. Живших в этих городах греков, которые раньше считались чуть ли не чернокожими и не признавались как европейцы, начали сравнивать с афроамериканцами, а в итоге американский истеблишмент признал греков белыми американцами.
После 1945 года греки вновь начали прибывать в США в большом количестве, спасаясь от экономической разрухи, вызванной Второй мировой и гражданской войнами.
В 1946—1982 годы в США мигрировало около 211 000 греков. Эти более поздние мигранты не подверглись влиянию сильного ассимиляционного давления, как это было в 1920—1930-х годах. Была возрождена греко-американская идентичность, особенно в таких областях как СМИ.
В 1950—1970 годы греки открыли более 600 дайнеров в Нью-Йоркской агломерации. В этот период иммиграция в США из Греции достигла своего пика.
В соответствии с Законом о беженцах 1953 года в США въехало 17 000 греков и ещё 1 550 благодаря принятию новых законодательных актов в 1957 году.
В 1959 году в Палату представителей США от Индианы был избран Джон Брадимас, став первым родившимся в США американцем греческого происхождения, избранным в Конгресс США. Брадимас родился и вырос в Индиане, и, как и многие американские греки второго поколения, посвятил себя учёбе. Окончил Гарвардский и Оксфордский университеты, а по возвращении в США решил стать государственным служащим, что являлось новой сферой деятельности для греков США. Среди первых высокопоставленных политиков США греческого происхождения были также Спиро Агню, Майкл Дукакис, Пол Сарбейнз, Пол Цонгас, Гас Ятрон, Олимпия Сноу, Питер Кирос, Ник Галифианакис.
Принятием Закона об иммиграции 1965 года система квот была ликвидирована, а предпочтение отдавалось тем иммигрантам, которые уже имели семьи в США. Новые иммигранты из Греции являлись, как правило, более образованными, чем их предшественники. Среди них было одинаковое число мужчин и женщин, а также семейные группы. Всего за период 1968—1974 годов в США иммигрировало около 70 000 греков. После этого число иммигрантов значительно снизилось. В этот период в различных городах США, где проживало большое число греков, начали формироваться греческие кварталы (гриктауны). Одним из самых известных среди них являлся гриктаун в Астории, где греков проживало так много, что они могли общаться между собой на греческом языке.
В 1967 году в Греции произошёл государственный переворот, в стране был установлен военный Режим полковников, который продержался до 1974 года. В этот период большинство американских греков либо поддерживали, либо относились с равнодушием к диктатуре, и лишь небольшая часть общины выступала против неё. Раскол, имевший место в общине, был преодолён в 1974 году. После военного вторжения Турции на Кипр и последовавшей оккупации северной части острова греческая община США поддержала Грецию и Кипр, в США проходили массовые митинги с требованием вывода турецких военных с оккупированной ими территории острова. Американские греки требовали от Конгресса США осудить Турцию за незаконное использование американского вооружения в ходе вторжения на Кипр.
После вступления Греции в Европейский союз в 1981 году ежегодное число эмигрантов оттуда в США снизилось до менее чем 2 000 человек.
В 1999 году в Греции проживало более 72 000 граждан США, большинство из которых являлись американскими греками.

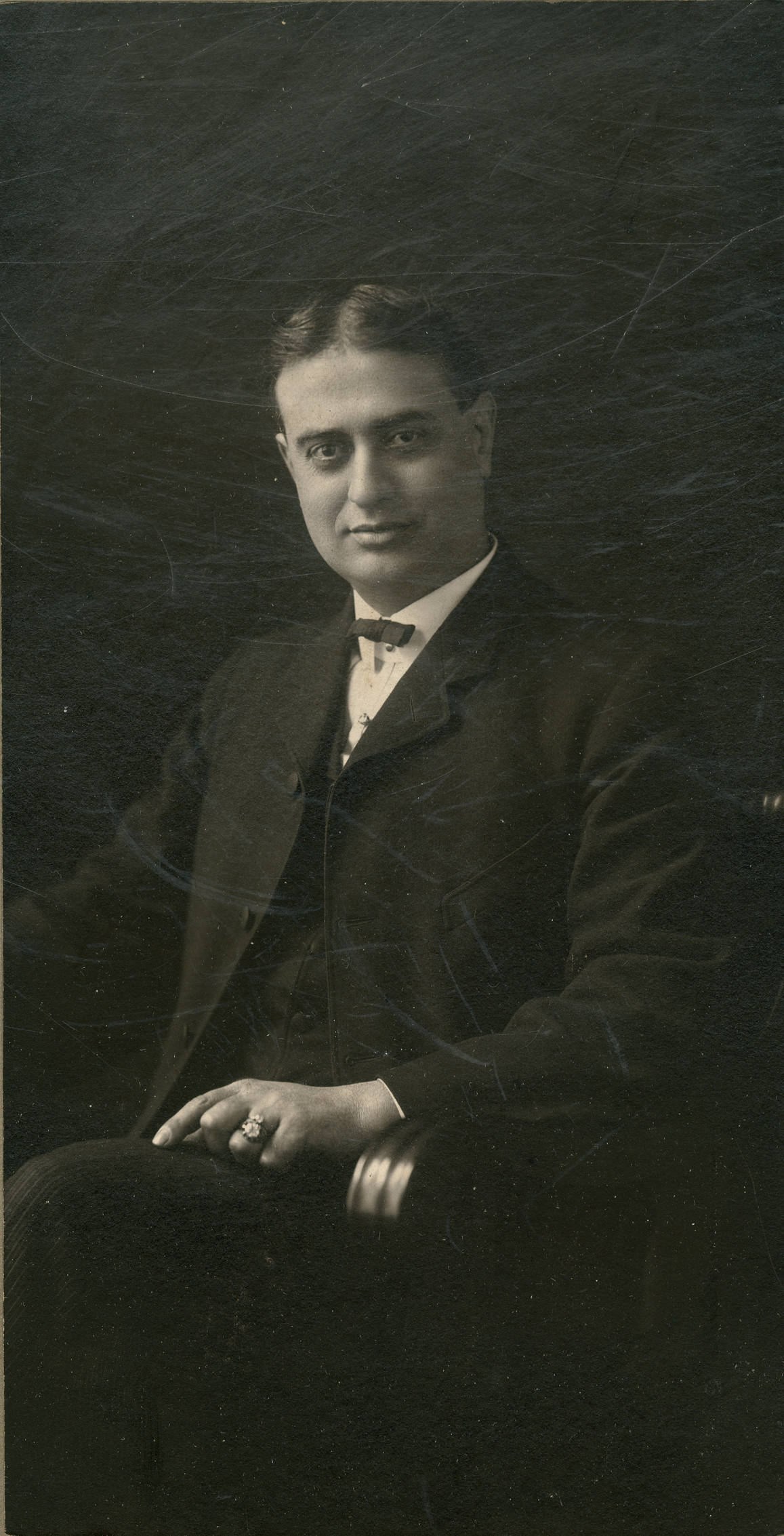
Александр Пантэйджес (1910)

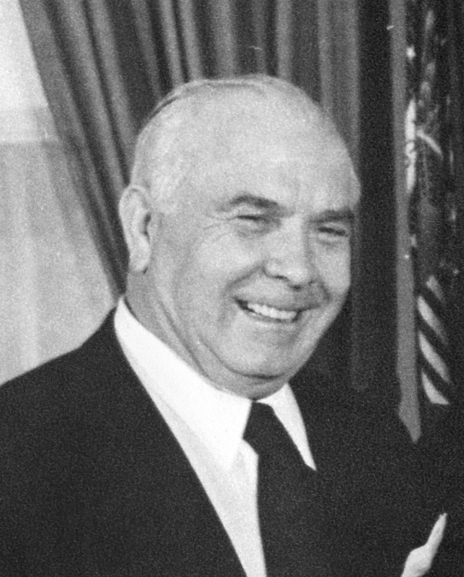
Спирос Скурас

Хотя в США греки поначалу прославились в качестве рестораторов и кондитеров, уже в 1920—1930 годах многие из них выделились в сфере науки и искусства. Одним из самых известных учёных является Георгиос Папаниколау, изобретатель Пап-теста, импресарио Александр Пантэйджес, ставший одним из пионеров индустрии развлечений в США, и бизнесмен Спирос Скурас, начинавший карьеру в качестве владельца кинотеатров, а в итоге возглавивший одну из крупнейших кинокомпаний — 20th Century Fox, фильмы которой в ту эпоху смотрели все американцы. Среди других выдающихся американских греков значатся одна из величайших оперных певиц Мария Каллас, дирижёр Димитрис Митропулос и кинорежиссёр Элиа Казан. Последний был родом из Анатолии, и приобрёл особую любовь греков США за свой фильм «Америка, Америка». Эта драма стала единственной снятой студией Голливуда кинокартиной, посвящённой грекам и их иммиграции в США.

#### Иммигранты с Крита

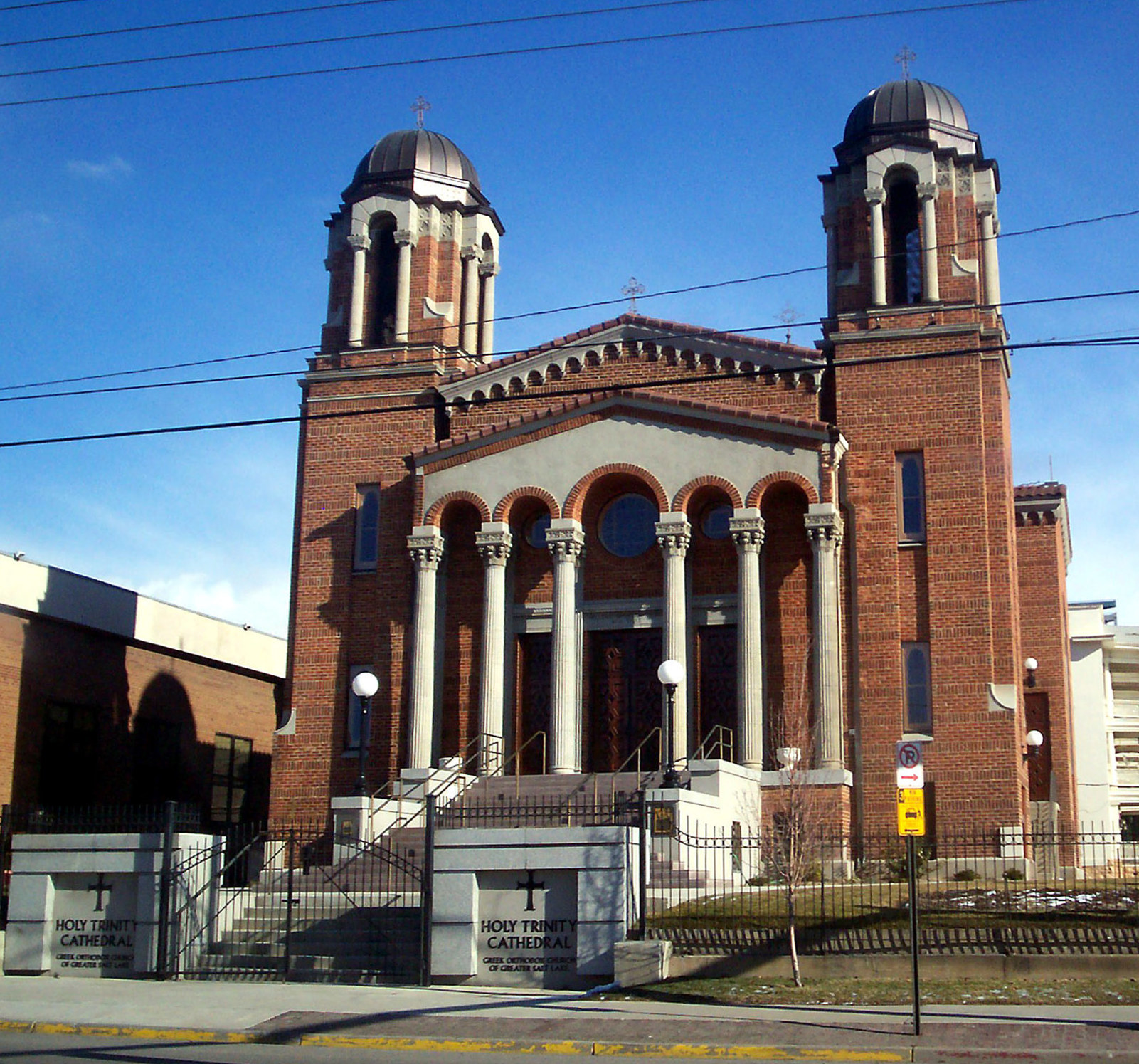
Троицкий собор в Солт-Лейк-Сити (Юта)

На рубеже XIX—XX веков в штат Юта прибыло большое количество критян для работы на медных рудниках. В Юте был создан первый в Соединённых Штатах организованный критский клуб, и по состоянию на 2018 год, когда критяне штата отмечали 100-летие создания местного критского общества, критская община этого штата являлась крупнейшей в США.
В 1905 году греками Солт-Лейк-Сити, составлявшими 14-ю по счёту греческую православную приходскую общину в США, была построена церковь Святой Троицы (впоследствии — Троицкий собор). В апреле этого же года из Греции прибыл первый священник.
В начале 1900-х годов в Бингем-Каньон из Ханьи прибыл Джон Левентис. При содействии своего брата Стива он смог открыть мясную лавку и кафе «Acropolis». Джон Левентис был известен как Капитан всех критян Бингем-Каньона. В 1910 году он учредил первый в США критский клуб, названный Критским братством Бингем-Каньона. Стелла Мамалакис была первой женщиной, ставшей членом этого клуба, который объединил многих критских иммигрантов. Однако уже в 1912 году организация была распущена, так как большинство её членов вернулось в Грецию для участия в Балканских войнах. Кроме того, руководство медной шахты Кеннекотта обвинила местных критян в организации профсоюза, в результате чего некоторые из них отбывали тюремное заключение. Национальная гвардия Юты была призвана подавить бунт рабочих во главе с греческими шахтёрами штата.
В 1918 году Джон Левентис, Сэм Куналис, Джон Хархалис и несколько других критян реорганизовали критский клуб, на этот раз в Солт-Лейк-Сити. Он был назван Критским братством «Минос» (впоследствии — «Минос»).
В 1923 году первый критский журнал «Cretan» (сегодня — журнал «KPHTH»), статьи в котором писал Сэм Куналис, распространялся по всем Соединённым Штатам.
В 1924 году на одной из шахт Касл-Гейта произошёл взрыв, в результате которого погибло 172 человека. Из 49 греков, ставших жертвами катастрофы, 48 являлись критянами. Совместно с горнодобывающей компанией организация «Минос» собрала более 130 000 долларов для семей погибших, в том числе для 41 сироты. В 1986 году президент «Миноса» Крис Цуцунакис возглавил работу, в которой приняли участие все местные критские отделения, греческая православная церковь и Греческая культурная ассоциация (HCA) Солт-Лейк-Сити, в результате которой был построен памятник в честь этих греков. В настоящее время этот памятник стоит на территории Свято-Троицкого собора Солт-Лейк-Сити.
К 1929 году большое число критян со всех США проживало в Чикаго, где была учреждена Панкритская ассоциация Америки (ПАА). На протяжении многих лет ПАА возглавляет многочисленные филантропические мероприятия и акции. Критяне Юты помогли этой организации в виде пожертвований больнице/санаторию «Венизелион» в Ираклионе, больнице «Святой Георгий» в Ханье, больнице в Ретимноне, стипендии Венизелоса (Venizelos Scholarship) для студентов критского происхождения, пособия в случае смерти для семей членов ПАА, организациям по оказанию чрезвычайной помощи после войны, сиротам на Крите, Греческой православной архиепископии США, больным и неимущим, культурному центру «Малиотис», беженцам с Кипра, благотворительному фонду Университета Крита и многим другим филантропическим учреждениям на Крите.
Основателем и первым президентом критского клуба Вашингтона (округ Колумбия) был Майк Манатос, отец Энди Манатоса.

### XXI век
В 2010 году, в связи с финансовым кризисом в Греции, процесс иммиграции возобновился в город Нью-Йорк, усилившись в 2015 году. Основным местом концентрации традиционно является район Астория (Куинс). По данным газеты «The New York Times», причиной этой новой волны греческой миграции в Нью-Йорк являются не благоприятные условия в этом городе, а отсутствие экономических возможностей в самой Греции.
По мнению греко-американского учёного-социолога Григориса Аргироса из Университета Восточного Мичигана волну иммиграции 2010—2015 годов можно назвать третьей волной греческой иммиграции, хотя и более малочисленной по сравнению с первой (1890—1924) и второй (1968—1979). Учёный отмечает, что, хотя греки составляют небольшую долю общего иммигрантского населения США, их численность значительно увеличилась в период между 2010 и 2015 годами. В частности, в период с 1980 по 2009 годы было зарегистрировано чуть более 773 000 иммигрантов из Греции, в отличие от почти 1,1 млн, зарегистрированных в период 2010—2015 годов. В 2010—2015 годах эти 1,1 млн греков составляли 58 % от общего числа иммигрантов из Греции, прибывших в США с 1980 года. Их число сократилось примерно на 12 % в 1980—2009 годах: с 210 000 человек в 1980 году до 185 406 человек в 2009 году. В то же время, в период 2010—2015 годов число рождённых в США греков выросло примерно на 11 %.
В последние годы греческая иммиграция в Соединённые Штаты является минимальной. В Греции наблюдается положительная чистая миграция, то есть приток иммигрантов в страну больше оттока (см. Список стран по миграционному рейтингу).
Часть происходящих из Греции американцев являются представителями общин субэтнических групп евреев (сефарды и романиоты).

## Поселения
В 1890-х годах греки начали селиться в крупных городских районах, в том числе в индустриальных городах Северо-Востока и Среднего Запада США.
Первые иммигранты селились в Массачусетсе и на юге Нью-Гэмпшира. В городе Лоуэлл (Массачусетс), привлекавшем большинство греков, к 1920 году проживала третья по величине в США греческая община. Греки также селились в таких городах региона Новая Англия как Хейверилл, Линн, Бостон, Пибоди и Манчестер, на западе Пенсильвании, в частности в Питтсбурге, и в таких городах Среднего Запада как Детройт, Милуоки, Кливленд, Янгстаун и Чикаго.
Малые греческие общины существовали в Галвестоне (Техас) и Атланте (Джорджия). Самое большое сосредоточение греков на Юге США наблюдалось в Тарпон-Спрингсе (Флорида). В первой половине XX века это уникальное греческое поселение существовало благодаря занятию губковым дайвингом.
Большое число греческих иммигрантов работало на шахтатх и строительстве железных дорог. Основная их масса селилась в Солт-Лейк-Сити (Юта), меньшее число — в Колорадо, Вайоминге, Айдахо и Неваде. На ранних этапах наибольшее число греков, селившихся на побережье Тихого океана, было сосредоточено в Сан-Франциско (Калифорния).
Сегодня греки живут преимущественно в городских районах, и всё больше концентрируются на Юге и Западе США.
В XX веке крупнейшая греческая община проживала в Нью-Йорке. Перепись население США 1990 года показала, что самым густонаселённым греками штатом продолжает оставаться Нью-Йорк, при этом наибольшее их число проживает в Астории (Куинс). Далее по численности греков располагаются Калифорния, Иллинойс, Массачусетс и Флорида.
Тарпон-Спрингс, Флорида

## Демографические данные

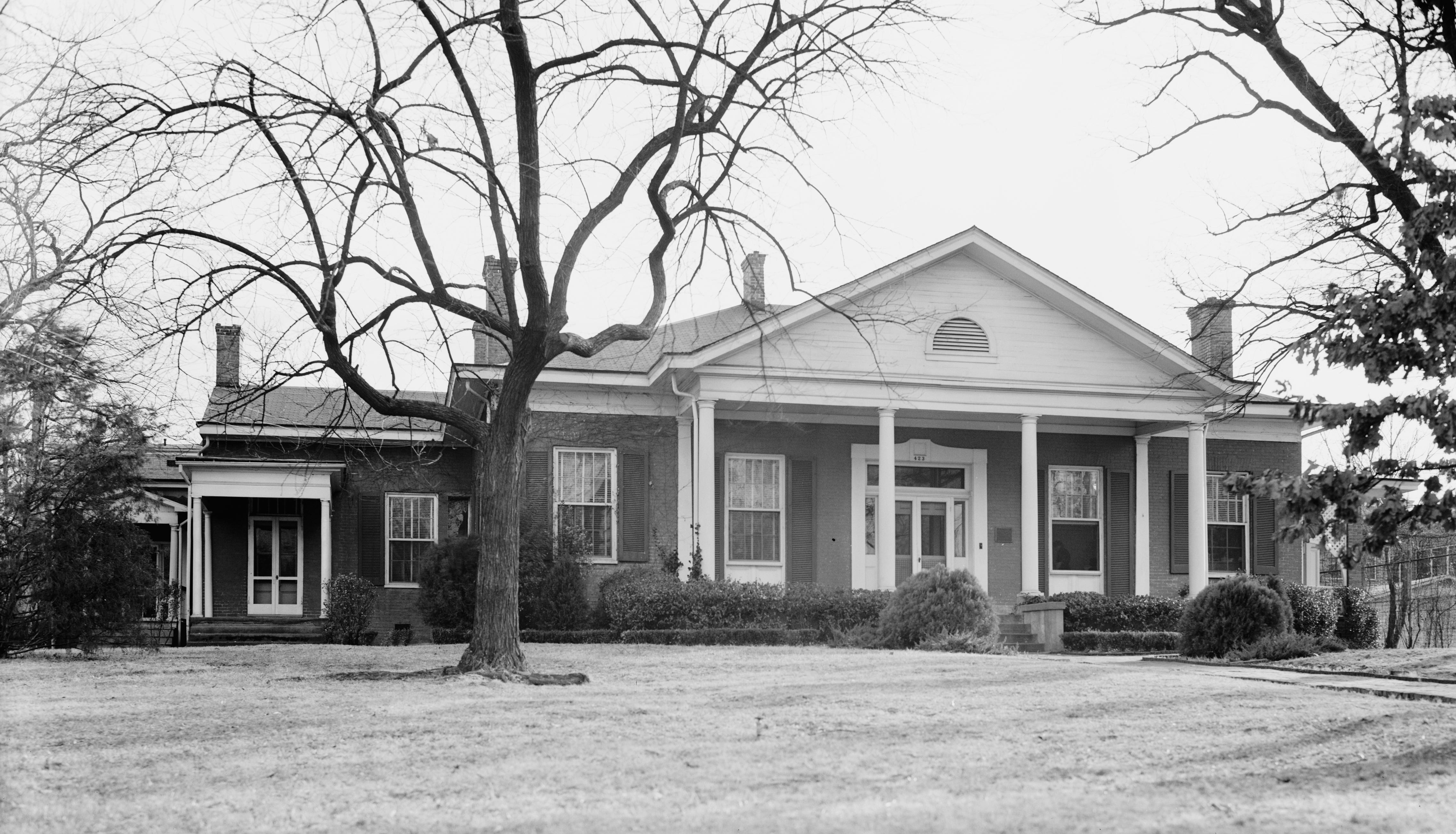
Трапналл-Холл — исторический дом в городе Литл-Рок (Арканзас), построенный в 1843 году для адвоката Фредерика Трапналла, является одним из ярчайших примеров архитектурного строения греков США в Арканзасе

В 1820—1982 годы в США иммигрировало 673 360 греков. После 1982 года картина иммиграции выглядит следующим образом:
- 1983 — 3020;
- 1984 — 2865;
- 1985 — 2579;
- 1986 — 2512;
- 1987 — 2653;
- 1988 — 2458;
- 1989 — 2157;
- 1990 — 2742;
- 1991 — 1760;
- 1992 — 1790.

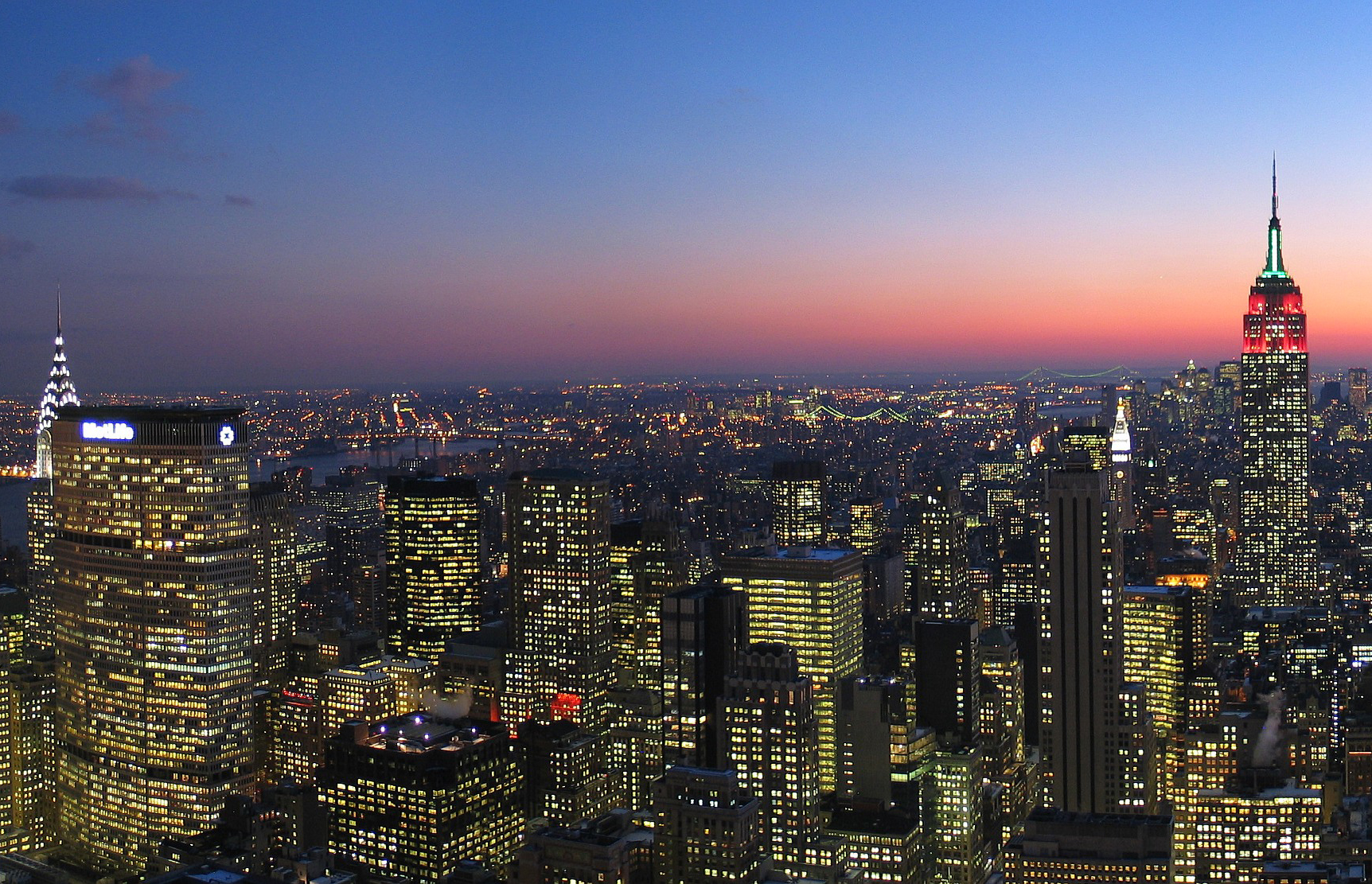
В Нью-Йоркской агломерации, в том числе на острове Лонг-Айленд (Нью-Йорк) и в округе Берген (Нью-Джерси), проживает самое многочисленное греко-американское население

Согласно переписи населения США 1990 года, число американцев, заявивших о своей греческой родословной со стороны хотя бы одного из родителей, составляло 1 110 373 человека.

### Метрополитенские ареалы с самым высоким числом греков (Обследование американского общества 2010—2012 гг.)
1. Комбинированный статистический ареал Нью-Йорк — Ньюарк — Бриджпорт: 202 304;
2. Комбинированный статистический ареал Бостон — Вустер — Манчестер: 96 871;
3. Комбинированный статистический ареал Чикаго — Нейпервилл — Мичиган-Сити: 93 624;
4. Комбинированный статистический ареал Лос-Анджелес — Лонг-Бич — Риверсайд: 56 715;
5. Комбинированный статистический ареал Вашингтон — Балтимор — Северная Виргиния: 49 887;
6. Комбинированный статистический ареал Сан-Хосе — Сан-Франциско — Окленд: 37 697;
7. Комбинированный статистический ареал Филадельфия — Камден — Вайнленд: 35 858;
8. Комбинированный статистический ареал Детройт — Уоррен — Флинт: 29 381;
9. Комбинированный статистический ареал Майами — Форт-Лодердейл — Сент-Луис: 24,754 (2011—2013);
10. Метрополитенский статистический ареал Тампа — Сент-Питерсберг — Клируотер: 24 622.

### Штаты по количеству жителей греческого происхождения (перепись населения США 2000 года)
1. Нью-Йорк: 159 763;
2. Калифорния: 125 284;
3. Иллинойс: 95 064;
4. Массачусетс: 78 176;
5. Флорида: 76 908;
6. Нью-Джерси: 61 510;
7. Пенсильвания: 56 911;
8. Огайо: 53 547;[35]
9. Мичиган: 44 214;
10. Индиана: 32 319.

### Общины с самым высоким процентом греков[36]
1. Тарпон-Спрингс (Флорида): 10,40 %;
2. Кэмпбелл (Огайо): 9,30 %;
3. Линкольнвуд (Иллинойс): 7,60 %;
4. Пландом-Манор (Нью-Йорк): 7,50 %;
5. Энглвуд-Клифс (Нью-Джерси): 7,20 %;
6. Алленвуд (Нью-Джерси): 6,60 %;
7. Саут-Баррингтон (Иллинойс): 6,00 %;
8. Палос-Хиллс (Иллинойс): 5,40 %;
9. Нахант (Массачусетс): 5,30 %;
10. Алпайн (Нью-Джерси), Холидей (Флорида), Манси-Парк (Нью-Йорк): 5,20 %;
11. Восточный Марион (Нью-Йорк): 5,00 %;
12. Гросс-Пуэнт-Шорс (Мичиган) и Гросс-Пуэнт-Тауншип (Мичиган), Палос-Парк (Иллинойс), Верхний Бруквилл (Нью-Йорк): 4,90 %;
13. Харбор-Айл (Нью-Йорк): 4,70 %;
14. Лейк-Далекарлия (Индиана): 4,50 %;
15. Барнум-Айленд (Нью-Йорк): 4,40 %;
16. Пибоди (Массачусетс): 4,30 %;
17. Ливингстон-Манор (Нью-Йорк) и Юниверсити-Гарденс (Нью-Йорк): 4,20 %;
18. Оук-Брук (Иллинойс): 4,00 %;
19. Дракат (Массачусетс): 3,90 %;
20. Харвуд-Хайтс (Иллинойс) и Ойстер-Бей-Коув (Нью-Йорк): 3,80 %;
21. Форт-Ли (Нью-Джерси), Хиллер (Пенсильвания), Ипсвич (Массачусетс), Лонг-Гроув (Иллинойс), Оукхерст (Нью-Джерси), Йорквилл (Огайо): 3,70 %;
22. Брумолл (Пенсильвания), Гарден-Сити-Саут (Нью-Йорк), Норвуд-Парк (Чикаго, Иллинойс) (нейборхуд), Пландом (Нью-Йорк): 3,60 %;
23. Флауэр-Хилл (Нью-Йорк), Манхассет (Нью-Йорк), Монте-Серено (Калифорния), Норридж (Иллинойс), Палисейдс-Парк (Нью-Джерси), Палос-Тауншип (Иллинойс), Виндхам (Нью-Йорк): 3,50 %;
24. Мортон-Гроув (Иллинойс), Терривилл (Нью-Йорк), Веллингтон (Юта): 3,40 %;
25. Банкс-Тауншип (Карбон, Пенсильвания), Хармони-Тауншип (Бивер, Пенсильвания), Пландом-Хайтс (Нью-Йорк), Уотертаун (Массачусетс): 3,30 %;
26. Найлс (Иллинойс) и Найлс-Тауншип (Кук, Иллинойс): 3,20 %;
27. Гроувленд (Массачусетс): 3,10 %;
28. Альбертсон (Нью-Йорк), Кэролайн (Нью-Йорк), Григл (Калифорния), Линнфилд (Массачусетс), Марпл-Тауншип (Делавэр, Пенсильвания), Стэнхоуп (Нью-Джерси): 3,00 %;
29. Фостер-Тауншип (Пенсильвания), Манхассет (Нью-Йорк), Уэст-Фалмут (Массачусетс), Винфилд (Индиана), Ворт-Тауншип (Бун, Индиана): 2,90 %.

### Общины с наибольшим процентом жителей родившихся в Греции[37]
1. Хорс-Хэвн-Хиллс (Вашингтон): 3,8 %;
2. Тарпон-Спрингс (Флорида): 3,2 %;
3. Палос-Хиллс (Иллинойс): 3,1 %;
4. Харбор-Айл (Нью-Йорк): 3,1 %;
5. Кэмпбелл (Огайо): 3,1 %;
6. Линкольнвуд (Иллинойс): 2,7 %;
7. Энглвуд-Клиффс (Нью-Джерси): 2,5 %;
8. Бедфорд-Парк (Иллинойс): 2,3 %;
9. Твин-Лейкс (Флорида): 2,3 %;
10. Холидей (Флорида): 2,1 %;
11. Грейт-Нек-Гарденс (Нью-Йорк): 2,1 %;
12. Норридж (Иллинойс): 2,0 %;
13. Палос-Парк (Иллинойс): 1,9 %;
14. Барнум-Айленд (Нью-Йорк): 1,9 %;
15. Манси-Парк (Нью-Йорк): 1,8 %;
16. Фоксфилд (Колорадо): 1,7 %;
17. Сидар-Глен-Вест (Нью-Джерси): 1,7 %;
18. Рейнхам-Центр (Массачусетс): 1,6 %;
19. Брумолл (Пенсильвания): 1,6 %;
20. Флауэр-Хилл (Нью-Йорк): 1,6 %;
21. Алпайн (Нью-Джерси): 1,6 %;
22. Миллбурн (Пенсильвания): 1,6 %;
23. Найлс (Иллинойс): 1,6 %;
24. Гросс-Пуэнт-Шорс (Мичиган): 1, 6 %;
25. Восточный Марион (Нью-Йорк): 1, 6 %;
26. Западный Фалмут (Массачусетс): 1,6 %;
27. Голден-Триангл (Нью-Джерси): 1,5 %;
28. Палисейдс-Парк (Нью-Джерси): 1,5 %;
29. Гарден-Сити-Саут (Нью-Йорк): 1,5 %;
30. Харвуд-Хайтс (Иллинойс): 1,5 %;
31. Уотертаун (Массачусетс): 1,5 %;
32. Мортон-Гроув (Иллинойс): 1,5 %;
33. Восточная Итака (Нью-Йорк): 1,4 %;
34. Форт-Ли (Нью-Джерси): 1,4 %;
35. Саддл-Рок (Нью-Йорк): 1,4 %;
36. Оукхерст (Нью-Джерси): 1,4 %;
37. Пландом-Манор (Нью-Йорк): 1,3 %;
38. Уайт-Лейк (Северная Каролина): 1,3 %;
39. Старый Бруквилл (Нью-Йорк): 1,2 %;
40. Пландом-Хайтс (Нью-Йорк): 1,2 %;
41. Саут-Баррингтон (Иллинойс): 1,2 %;
42. Северный Лейквилл (Массачусетс): 1,2 %;
43. Терривилл (Нью-Йорк): 1,2 %;
44. Джефферсон (Западная Виргиния): 1,2 %;
45. Риджфилд (Нью-Джерси): 1,2 %;
46. Восточный Норвич (Нью-Йорк): 1,2 %;
47. Скоки (Иллинойс): 1,1 %;
48. Арлингтон-Хайтс (Пенсильвания): 1,1 %;
49. Помона (Нью-Йорк): 1,1 %;
50. Спринг-Хауз (Пенсильвания): 1,1 %;
51. Хикори-Хиллс (Иллинойс): 1,1 %;
52. Клиффсайд-Парк (Нью-Джерси): 1,1 %;
53. Френдшип-Виллидж (Мэриленд): 1,1 %;
54. Кингсвилл (Мэриленд): 1,1 %;
55. Арлингтон (Массачусетс): 1,1 %;
56. Маунт-Проспект (Иллинойс): 1,1 %;
57. Мидленд-Парк (Нью-Джерси): 1,0 %;
58. Лейк-Далекарлия (Индиана): 1,0 %;
59. Пайндейл (Вайоминг): 1,0 %;
60. Гленвью (Иллинойс): 1,0 %;
61. Данн-Лоринг (Виргиния): 1,0 %;
62. Западный Кеннебанк (Мэн): 1,0 %;
63. Шокан (Нью-Йорк): 1,0 %;
64. Бикен-Скуэйр (Флорида): 1,0 %;
65. Пибоди (Массачусетс): 1,0 %;
66. Дедхам (Массачусетс): 1,0 %;
67. Норт-Ки-Ларго (Флорида): 1,0 %;
68. Хиллсайд (Нью-Йорк): 1,0 %;
69. Орланд-Парк (Иллинойс): 1,0 %;
70. Эддистон (Пенсильвания): 1,0 %;
71. Южный Хемпстед (Нью-Йорк): 1,0 %;
72. Редингтон-Бич (Флорида): 1,0 %;
73. Хиллсмер-Шорс (Мэриленд): 1,0 %.

## Гриктауны

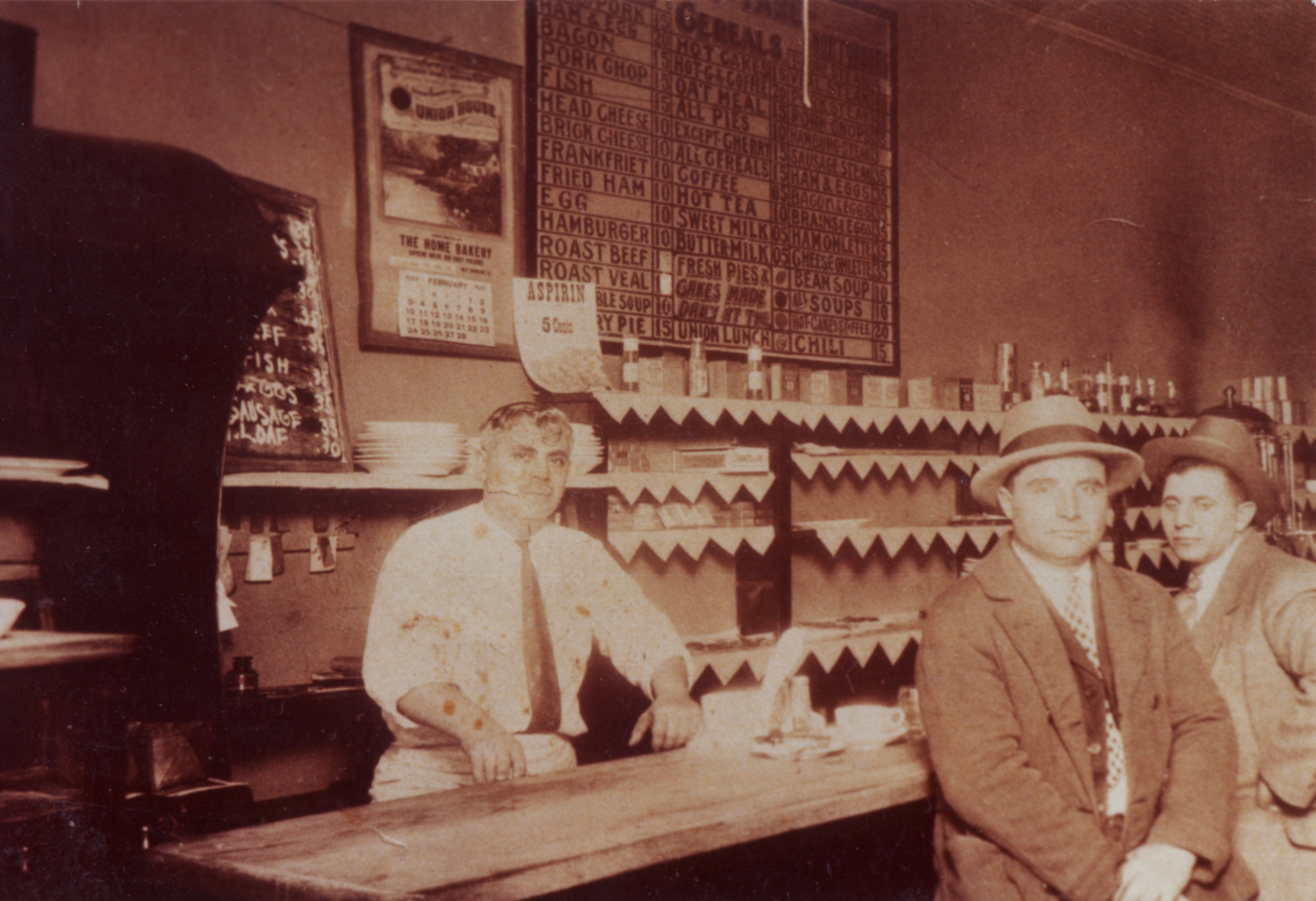
Дайнер Гаса Вардаса (за прилавком) в Уэст-Франкфорте (февраль 1929)

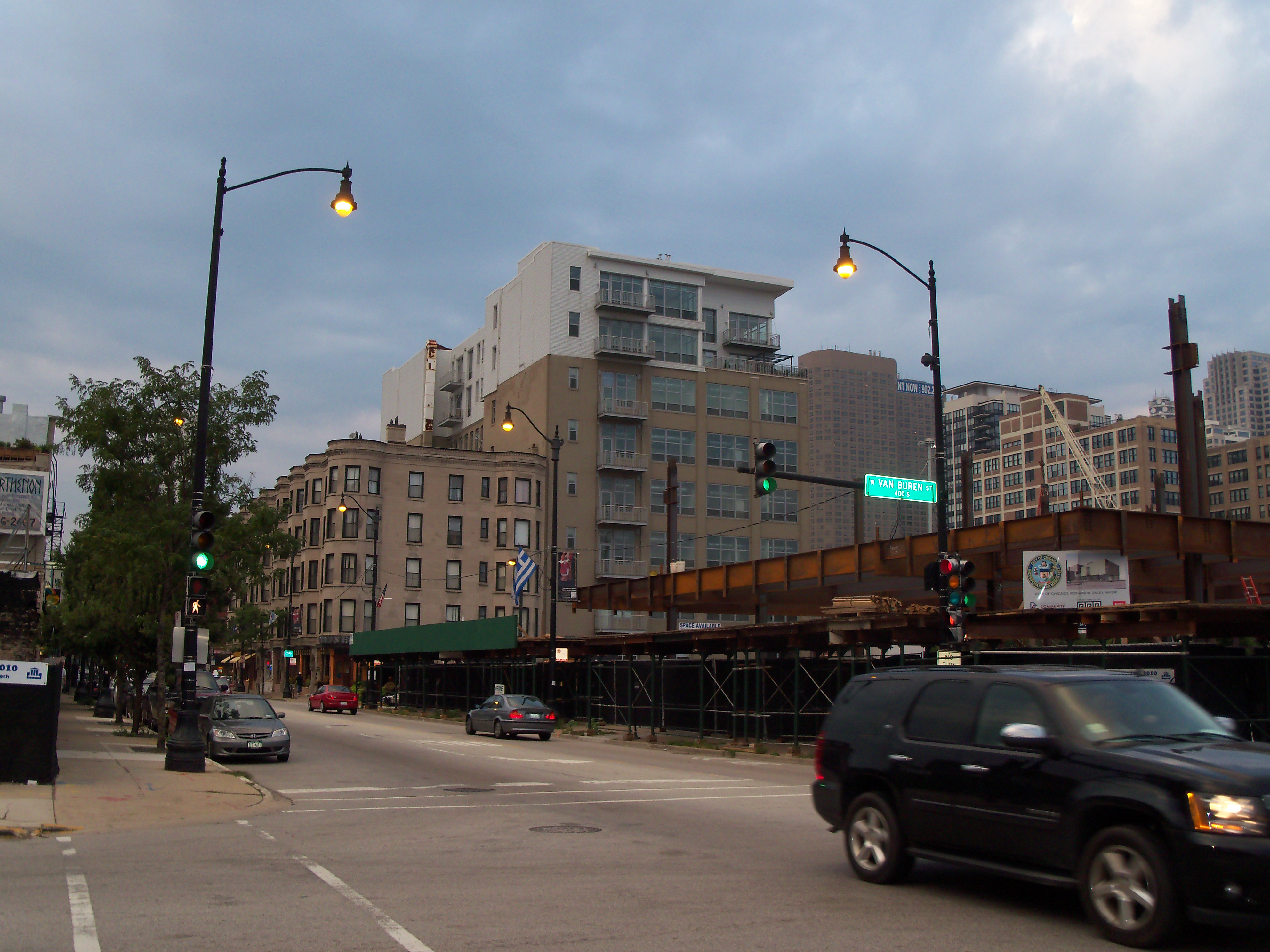
Гриктаун в Чикаго

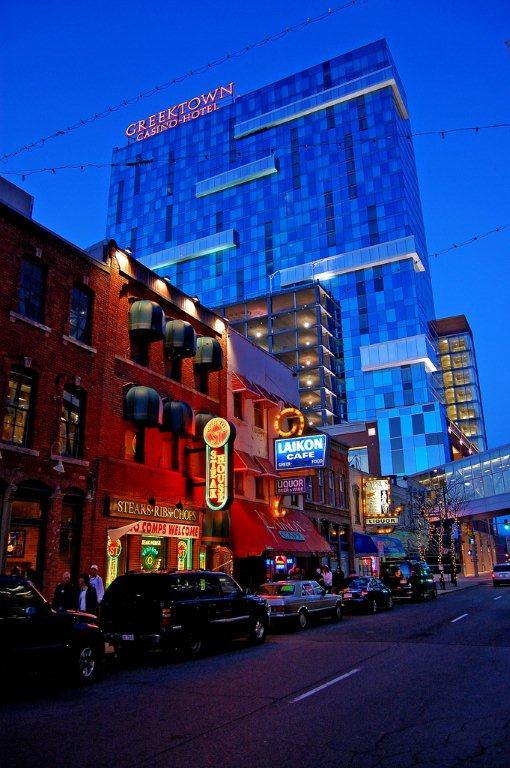
Гриктаун в Детройте

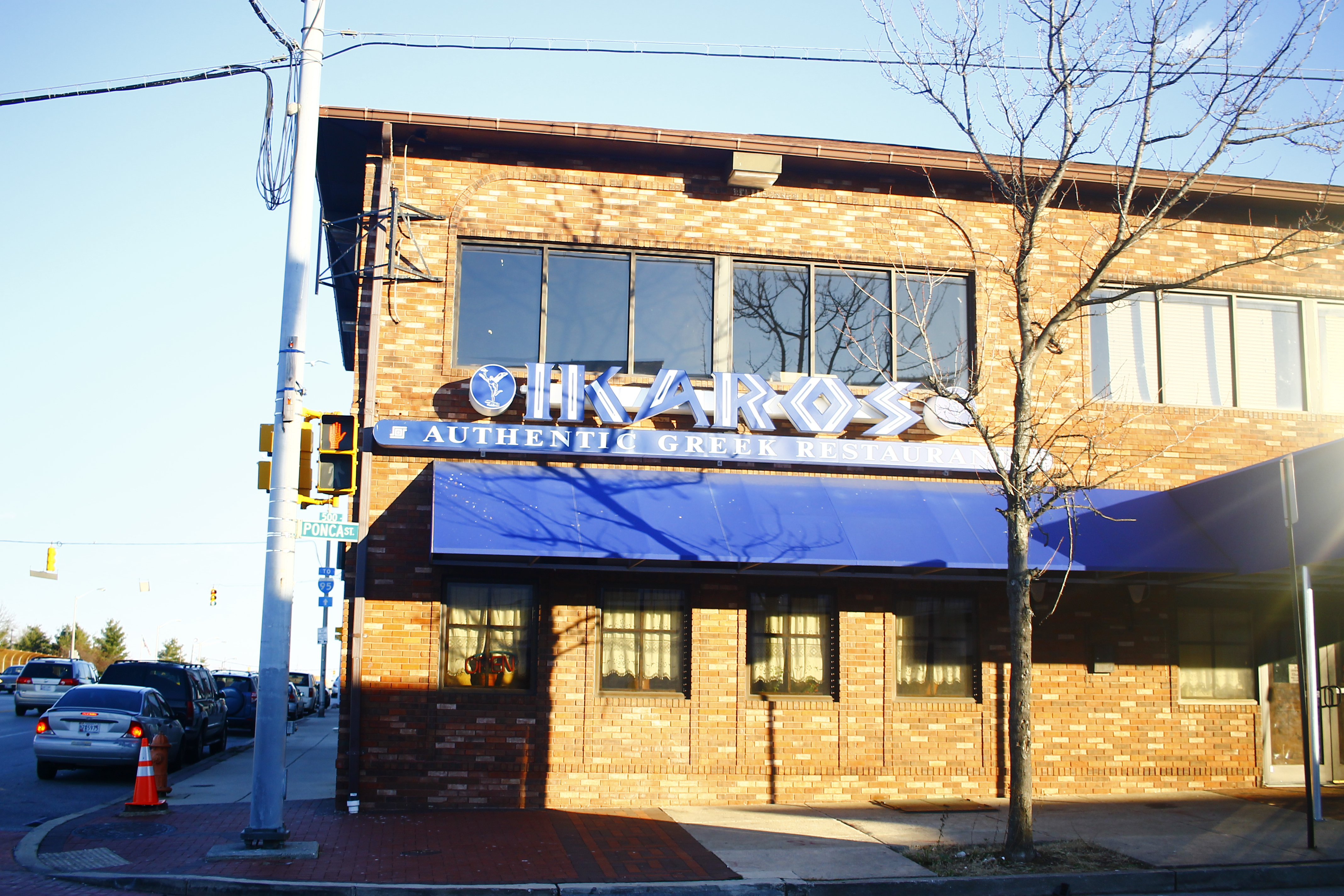
Гриктаун в Балтиморе

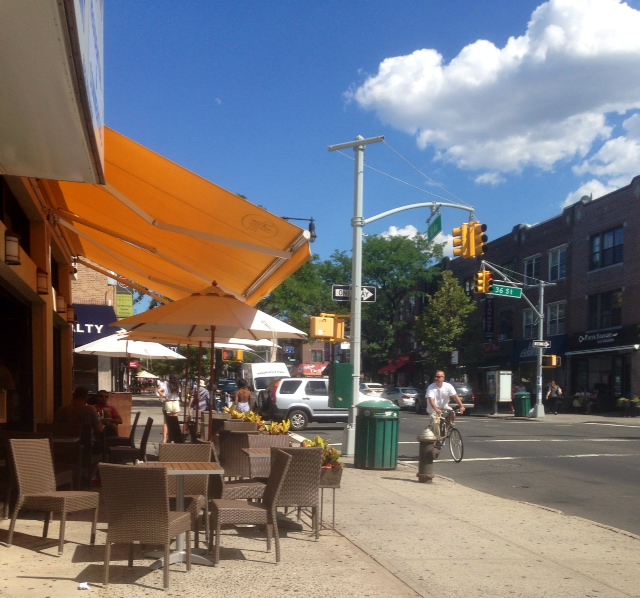
Астория (Куинс, Нью-Йорк)

История гриктаунов (греческих кварталов) США тесно связана с судьбой американских греков. На рубеже XIX—XX веков они представляли собой типичные этнические гетто, где иммигранты проводили почти всё свободное от работы время. Условия проживания в гриктаунах были одними из худших среди всех американских трущоб, муниципальные власти предоставляли узкий спектр общественных услуг. Центром жизни общин всегда являлись местные кофейни, чаще всего представлявшие собой аналоги традиционных греческих деревенских кафенио. Например, в 1910 году в Лоуэлле в нескольких этнических торговых кварталах имелось более 20 кофеен, а также 7 ресторанов, 20 парикмахерских, 6 фруктовых магазинов, 8 обувных ателье, 7 пекарен, 22 бакалейных лавки и 4 кондитерских магазина.
Часто кафенио служило местом, в котором немногие владевшие двумя языками и грамотные греки вели переписку с родиной и переговоры с новыми международными организациями. Здесь мужчины могли задать вопросы о трудоустройстве и браке, сыграть в карты и обсудить политические вопросы. Многие кафенио имели специфическую клиентуру из отдельных регионов Греции или с определёнными политическими взглядами, что отражалось в их названиях, как, например, «The Peloponnesian», «Spartakos» и «The Constitution». Постепенно эти кафенио утратили своё центральное место в жизни греков, однако в 1950-е годы ещё оставались важным общественным заведением для мужчин. К этому времени гриктауны являлись местом встречи для греков, разбросанных по всему городу или району, центрами, где можно было купить греческие продукты и насладиться традиционными национальными развлечениями. Для женатых мужчин гриктауны служили вторым домом, где они могли встретиться со старыми друзьями за чашкой греческого кофе или в греческой парикмахерской. Для холостых иммигрантов, массово арендовавших комнаты в гриктаунах, кафенио продолжали оставаться «общественными гостиными».
Параллельно с кафенио существовали заведения, которые часто также назывались кофейнями, однако на самом деле это были таверны. В них можно было послушать живую музыку и потанцевать, нередко увидеть женщин-танцовщиц, певцов, кукольное шоу карагиозис и даже соревнования по борьбе. В задней комнате можно было сыграть в азартные игры, а иногда воспользоваться услугами проститутки. Из подобных таверн возникли различные типы ночных клубов, которые в период после 1960-х годов стали популярными среди американцев. Их типичнымии преемниками были хонки-тонк-бары. В 1970-х годах такие заведения встречались в портовых городах (например, Новый Орлеан в Луизиане) и популярных среди туристов местах (например, Восьмая авеню в Нью-Йорке). Чаще всего в греческих клубах звучал бузуки, а в отдельных случаях душевная и эмоциональная музыка в стиле ребетика. В Чикаго и Нью-Йорке на протяжении многих лет выступали легендарные исполнители из Греции. В начале XXI века звукозаписи этих музыкантов и исполнителей традиционной народной музыки начали появляться в Нью-Йорке, став предметом коллекций поклонников греческой музыки.
Таверны отличались от кафенио. Борьба являлась основным видом спорта среди первых греческих иммигрантов, многие из которых стали профессиональными бойцами. Среди них двумя самыми известными были Джим Лондос, имевший прозвище «Золотой грек» и ставший чемпионом мира в 1930-х годах, и Джордж Захариас, которого называли «Кричащий грек из Крипл-Крик», женившийся на Бейб Дидриксон, будущей самой знаменитой в Америке женщине-спортсменке. Как правило, греки редко становились членами организованной преступности, однако проявляли сильный интерес к азартным играм, таким как кости, карты, скачки на лошадях и др., а также к спортивным состязаниям. Кроме того, в отличие от преступной деятельности, власти штатов не препятствовали игорному бизнесу. Игрок в покер Ник Грек стал американской легендой в 1930-х годах, а в 1970—1980-х годах Джимми Грек, букмекер из Лас-Вегаса, стал звездой государственного телевидения и радио. За эффектными именами скрывались греки, вовлечённые в игорные синдикаты. В ресторанах гриктаунов часто ходили слухи о том, что за ними стояли горячие деньги.
В 1960-х годах гриктауны претерпели существенные изменения. Греческий фильм «Никогда в воскресенье» (1960) американского режиссёра Жюля Дассена, главную роль в котором исполнила Мелина Меркури, оказался блокбастером. Гриктауны начали массово посещать американцы различного этнического происхождения, чтобы послушать бузуки, побить тарелки и попробовать греческую кухню. Успех художественного фильма «Грек Зорба» (1964) усилил эту тенденцию. Повышение цен на недвижимость привело к закрытию кафенио и специализированных магазинов, а также к исчезновению сдаваемых в аренду одноместных комнат. К 1980-м годам только Астория оставалась аутентичной этнической общиной, тогда как остальные греческие кварталы превратились в туристические центры. Ещё более полная интеграция с американской торговлей имела место, когда в греческих кварталах Детройта и Тарпон-Спрингса были построены крупные торговые центры.

## Пресса
В 1892 году в США появилась первая газета на греческом языке, а с 1905 года публиковалась по крайней мере одна (а обычно две или более) государственная грекоязычная ежедневная газета. Наряду с ежедневными государственными, существовали региональные, а также еженедельные и ежемесячные газеты. Большинство из них освещали определённую политическую точку зрения, меньшее число занималось публикацией на сатирические и культурные темы. В целом грекоязычная пресса всегда была разделена по политическим взглядам на две группы, оказывая поддержку или противодействуя существующему правительству Греции.
Самыми крупными, авторитетными и влиятельными грекоязычными газетами за всю историю США были «Atlantis» и «The National Herald». Последняя продолжает существовать по настоящее время.
Первым греко-американским журналистом был Константинос Фасуларидис, которого называли «отцом греческой журналистики в Америке». Родившись на острове Нисирос, он окончил Великую школу нации, преподавал в греческих школах, короткое время практиковал журналистику в газете «Neologos» (греч. «Νεολόγος») в Константинополе. В 1889 году иммигрировал в США, поселившись в Бостоне. Обучался в Массачусетском технологическом институте.
В 1892 году в Бостоне начинает издаваться первая в США греческая газета под названием «Neos Kosmos» (греч. «Νέος Κόσμος»). Её основателем, издателем, директором и редактором был Константинос Фасуларидис. Просуществовала несколько месяцев.
В 1900 году купец Иоаннис Бурас родом из Спарты начал издавать в Нью-Йорке газету «Thermopylae» (греч. «Θερμοπύλαι»). Играя важную социальную роль, она помогала собирать пожертвования, а также защищала интересы греков. Просуществовав более 12 лет, в итоге была выкуплена газетой «Panellinion» (греч. «Πανελλήνιον»).
В 1905 году в Нью-Йорке появилась третья по счёту грекоязычная газета «Σημαία», которая не имела особого успеха. Её издателем также был Константинос Фасуларидис. В 1906 году «Σημαία» объединилась с «Θερμοπύλαι», и до 1908 года ежедневно публиковалась под названием «Σημαία-Θερμοπύλαι».
В начале XX века внутри небольшой греческой общины Нью-Йорка существовал огромный раскол. Эта общественная война, длившаяся на протяжении многих лет, отражалась на ориентации и деятельности газет. Жертвой этого раздора стал и Константинос Фасуларидис: в результате непрекращающейся междоусобицы он сильно подорвал здоровье и заболел туберкулёзом. Решив необходимым вернуться в Грецию, он однако не имел на это финансовых средств. Единственным, кто вызвался помочь Фасуларидису, был Афанасиос Аргирос, издатель чикагской газеты «Αθηνά». Также оказавшись жертвой своей идеологии, он начал сбор средств на приобретение билета для Фасуларидиса. На скудную сумму денег, которую удалось собрать Аргиросу, «отец греческой журналистики в Америке» уехал в Грецию. Спустя несколько дней из Афин пришла новость о том, что Фасуларидис скончался.
Нью-йоркская газета «Ταχυδρόμος της Αμερικής» изначально выходила один раз в неделю, позднее — три раза в неделю. Её владельцем был торговец Панагакис, а директором А. Аргирос (позднее владелец и директор газеты «Αθηνά»). Раздор между ними привёл к тому, что Аргирос покинул газету, а его место занял В. Венецанакис. Газета существовала непродолжительное время.
25 марта 1908 года в Нью-Йорке появилась газета «Η Πανελλήνιος». Её директором был назначен Сократис Ксантакис, на протяжении многих лет работавший в газете «Atlantis» семьи Власто, в том числе продолжительное время занимавший пост её главного редактора. В 1908 году он прекратил сотрудничество с Власто. С первого дня появления «Η Πανελλήνιος» выходила трижды в неделю, а с 16 октября 1908 года стала ежедневной, и в этом же году выкупила название и имущество газеты «Θερμοπύλαι». Конкуренция между «Η Πανελλήνιος» и «Θερμοπύλαι» была настолько воинственной, что порой доходила до крайностей. В 1911 году, спустя всего три года после появления, газета прекратила своё существование.
Согласно статистическим данным организации «Common Council for American Unity», опубликованным в октябре 1943 года, грекоязычную прессу США в тот период составляли две ежедневные газеты с общим тиражом 28 632 экземпляра, 5 еженедельных или двухнедельных газет с общим тиражом 34 496 экземпляров, 2 выходившие нерегулярно газеты с общим тиражом в 5 300 экземпляров, 4 еженедельные или двухнедельные газеты, а также 17 других периодических изданий, данные о тираже которых отсутствуют. Все перечисленные газеты выходили преимущественно в Нью-Йорке, Вашингтоне, Чикаго, Сан-Франциско, Бостоне, Лоуэлле, Питтсбурге и Лос-Анджелесе.

### «Atlantis»

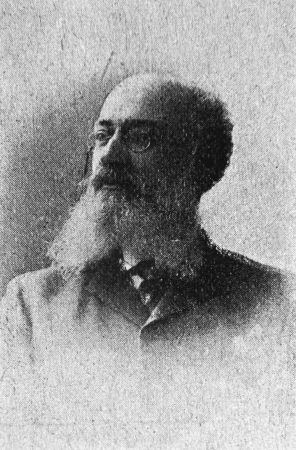
Солон Власто (1898)

Первой в США крупной успешной, популярной и влиятельной ежедневной грекоязычной газетой была «Atlantis» (греч. «Ατλαντίς»). Основанная в 1894 году братьями Солоном Дж. и Димитриосом Дж. Власто, потомками знатного греческого рода Властос, и публиковавшаяся в Нью-Йорке, она служила постоянным бастионом роялистов, особенно активно начиная с 1914 года. Сторонники греческой монархии поддерживали Республиканскую партию США. Многие иммигранты видели в монархе фигуру, объединяющую всех греков, стремившихся к освобождению Греции, но не обязательно бывшими экономическими или социальными консерваторами. Интерес иммигрантов к Балканским войнам был таким большим, что в 1914 году «Atlantis» вышла тиражом более 30 000 экземпляров, превысив соответствующий показатель любой афинской ежедневной газеты того периода.
В 1914 году, с началом Первой мировой войны, раскол между монархистами и либералами Греции (см. Национальный раскол) коснулся также США и других стран, где проживали греческие иммигранты: сторонники того или иного политического лагеря селились в отделенных общинах, часто вокруг конкурирующих греческих православных приходов. Газета «Atlantis» поддерживала короля Греции Константина I и отстаивала его политику нейтралитета (см. Греция в Первой мировой войне).
Статьи «Atlantis», помимо политической тематики, были посвящены вопросам натурализации, помощи в преодолении последствий войны, греко-американским деловым кругам, а также теме религиозного единства греков.
«Atlantis» продолжала поддерживать греческих политиков-роялистов до середины 1960-х годов. До её закрытия в 1973 году газету возглавлял член семьи Власто. Одним из представителей рода Властос являлся издатель и государственный служащий Джеймс С. Власто.

### «The National Herald»

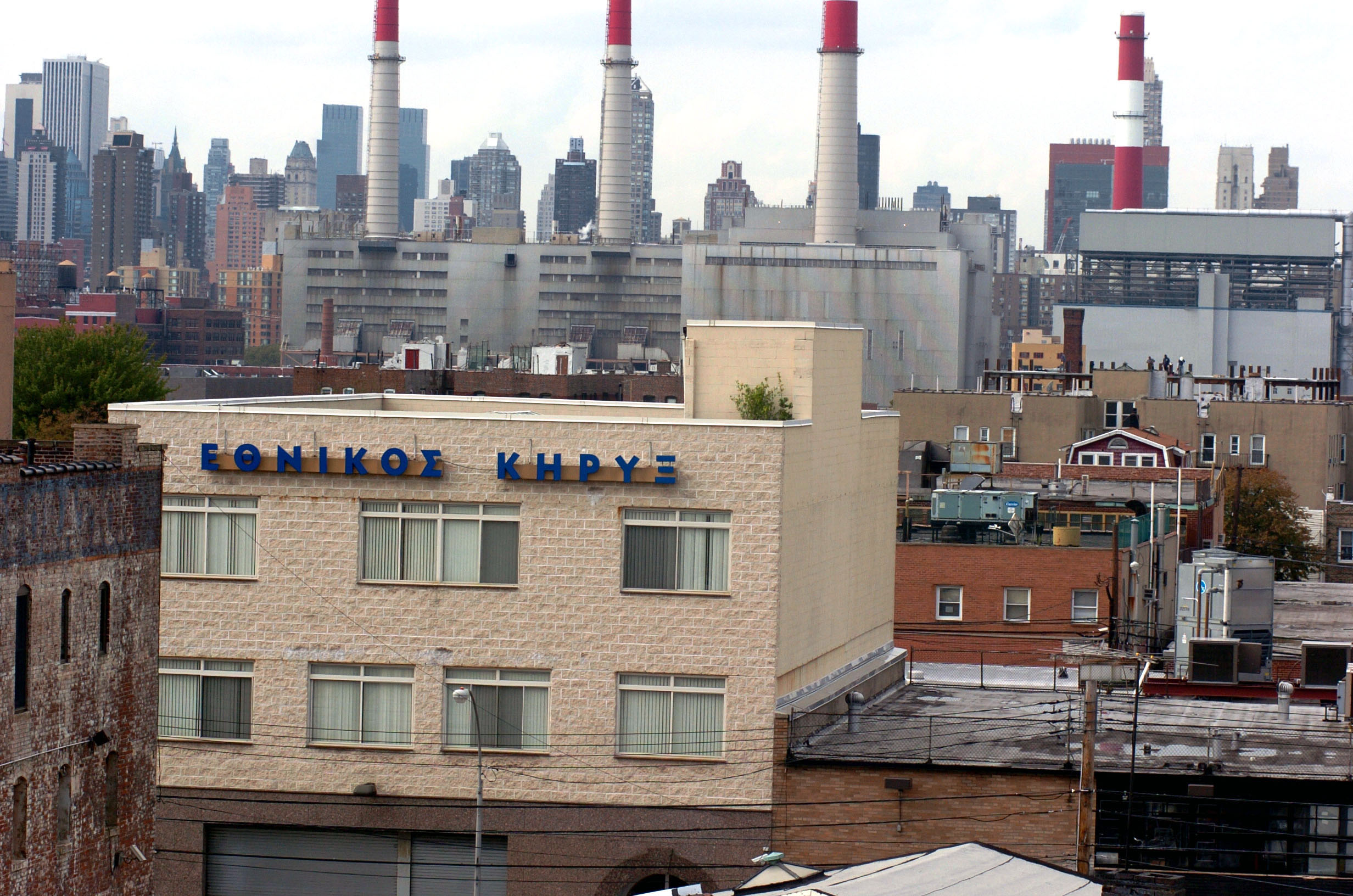
Офисное здание «The National Herald» (2008)

В 1915 году доминирующему положению «Atlantis» был брошен вызов, когда в Нью-Йорке появилась газета «The National Herald» (греч. «Εθνικός Κήρυξ»). Новая газета поддерживала Элефтериоса Венизелоса, премьер-министра Греции с 1910 года и главу Либеральной партии. Будучи сторонником Демократической партии США, «The National Herald» являлась голосом движения, стремившегося объединить социальную реформу с национальным освобождением. В скором времени газета стала выпускать более 20 000 экземпляров, и на протяжении следующего десятилетия вместе с «Atlantis» имела около 70 000 читателей.
С началом Великой депрессии тираж «The National Herald», поддерживавшей Новый курс Рузвельта, сократился до 13 000 экземпляров, в то время как «Atlantis» продолжала держать стабильный выпуск, немного превыщающий 20 000 экземпляров.
После Малоазийской катастрофы монархия утратила былую поддержку, а в конце 1930-х годов достигла ещё более низкого уровня в период диктаторского Режима 4 августа премьер-министра Греции Иоанниса Метаксаса, настроенного прогермански.
Вспыхнувшая Вторая мировая война привела к возрождению противостояния между газетами уже в новой форме. «Atlantis» поддерживала греческое правительство в изгнании, которое согласилось с англо-американскими планами для послевоенной Греции. «The National Herald», в свою очередь, поддерживала национальное вооружённое сопротивление в оккупированной Греции, в частности союз ЭАМ — ЭЛАС (Национально-освободительный фронт — Народно-освободительная армия). В отчётах Управления стратегических служб (предшественник ЦРУ) говорилось о том, что греки США решительно симпатизировали новой левой радикальной коалиции. Эта ситуация резко изменилась с началом гражданской войны, когда Коммунистическая партия Греции и её сторонники пришли в противостояние с союзом либералов, монархистов и бывших коллаборационистов. «Atlantis» поддержала правительство, а «The National Herald» с тех пор начала постепенно склоняться к правым взглядам. Когда американские греки стали жертвами репрессий маккартистов, ни одна из газет не защитила профсоюзных активистов, учёных и бывших государственных служащих. Оба издания, не желавшие быть запятнанными обвинениями в симпатиях к коммунистам, стремились отождествлять себя с американской внешней политикой.

### Пресса местного уровня
В Чикаго, традиционно являвшимся оплотом греков с левыми взглядами, существовала активная местная пресса. Первая волна греческих иммигрантов в Чикаго оказалась под сильным влиянием Джейн Аддамс и сотрудников её общественного центра «Халл-Хаус». Греки, чувствовавшие себя свободно в плане выдвижения политических требований к местной власти и правительству штата, вступали в профсоюзное движение как нечто само собой разумеющееся. В результате чикагская греческая пресса стала, вероятно, самой радикальной в Северной Америке, начиная от антимонархической «Hellas», настроенной особенно воинственно, и заканчивая первой крупной англоязычной греческой прессой.
В центре внимания газет, публиковавшихся за пределами Нью-Йорка и Чикаго, были преимущественно вопросы местного значения. Самые популярные греческие периодические издания специализировались на сатирических темах, были распространены во всех регионах, но особенно на Северо-Востоке США. В своих каламбурах, карикатурах и зарисовках они критиковали и высмеивали существующий порядок, включая монархию, церковь, военщину и сверхбогатство. Среди наиболее долго существовавших были «The Demon» (греч. «Δαιμόνιος»), выходившая в Линне в 1908—1923 годах, и «The Satyr» (греч. «Σάτυρος»), выходившая в Нью-Йорке в 1917—1947 годах.
Сдвиг в сторону консерватизма, начатый в годы гражданской войны, стал настолько выраженным, что ни одна крупная грекоязычная газета США не выразила недовольства, когда в 1967 году в Греции к власти пришли военные, установившие диктатуру (см. Чёрные полковники). Лишь в самом конце существования Режима полковников «The National Herald», среди прочих, начала выражать своё неодобрение. Спустя три года после падения хунты в 1974 году была основана газета «The Morning Daily» (греч. «Πρωινή»), которая в целом высказывалась в поддержку политической партии ПАСОК, возглавляемую Андреасом Папандреу, в 1981 году ставшим премьер-министром Греции.
Среди первых левых газет были «The Worker» (греч. «Εργάτης»), публиковавшаяся в Нью-Гэмпшире до Первой мировой войны, и «The Organization» (греч. «Οργάνωσις»), газета Социалистической рабочей партии, которая появилась в годы Первой мировой войны и вполедствии продолжала публиковаться с перерывами на протяжении десяти лет. Организация «Индустриальные рабочие мира» выпустила два памфлета на греческом языке, которые, вероятно, были распространены преимущественно в районах к западу от Миссисипи.
С 1920-х годов левые грекоязычные издания почти всегда принадлежали людям, связанным с Коммунистической партией США. Самыми заметными среди них были выходившие в Нью-Йорке «Voice of the Worker» (греч. «Φωνή του Εργάτου», 1918—1923), «Forward» (греч. «Εμπρός», 1923—1938), «Freedom» (греч. «Ελευθερία», 1938—1941) и «Greek-American Tribune» (греч. «Ελληνοαμερικανικό Βήμα», с 1941 по 1950-е годы). В 1940-х годах еженедельный тираж «Greek-American Tribune» часто составлял 10 000 экземпляров, в то время как ежедневный тираж «Atlantis» составлял 16 000, а «The National Herald» — 13 000 экземпляров. Согласно данным Управления стратегических служб, общий тираж всех левых газет значительно превышал совокупный оборот роялистской прессы.

#### Список крупнейших грекоязычных газет, основанных до 1945 года и издававшихся в различных городах США[40]
| Город         | Газета (год основания) |
| ------------- | --- |
| Нью-Йорк      | «Ατλαντίς» (1894), «Θερμοπύλαι» (1900), «Πανελλήνιος Εφημερίς» (1908), «Εθνικός Κήρυξ» (1915), «Εμπρός» (1923), «Ορθόδοξος Παρατηρητής» (1924), «Ελληνοαμερικανικόν Βήμα» (1941), «Ελεύθερος Τύπος» (1943) |
| Вашингтон     | «Κόσμος» (1942) |
| Чикаго        | «Ελλάς» (1902), «Ελληνικός Αστήρ» (1904), «Αθηνά» (1905), «Λοξίας» (1907), «Θεσσαλονίκη» (1913), «Καθημερινή» (1921), «Ταχυδρόμος» (1924), «Ελληνικός τύπος» (1929), «Εθνικός φρουρός» (1945)              |
| Сан-Франциско | «Ειρηνικός» (1906), «Προμηθεύς» (1906), «Καλιφόρνια» (1907), «Τηλέγραφος» (1922) |
| Бостон        | «Νέος Κόσμος» (1892) |
| Питтсбург     | «Έλεγχος» (1905), «Ένωσις» (1908), «Νέος Κόσμος» (1922) |
| Лоуэлл        | «Μετανάστης» (1905), «Πατρίς» (1925) |
| Детройт       | «Το Βήμα» (1927), «Αθηνά» (1931) |
| Лос-Анджелес  | «Κόσμος» (1931) |

## Праздники и торжества

### Парад в честь Дня независимости Греции

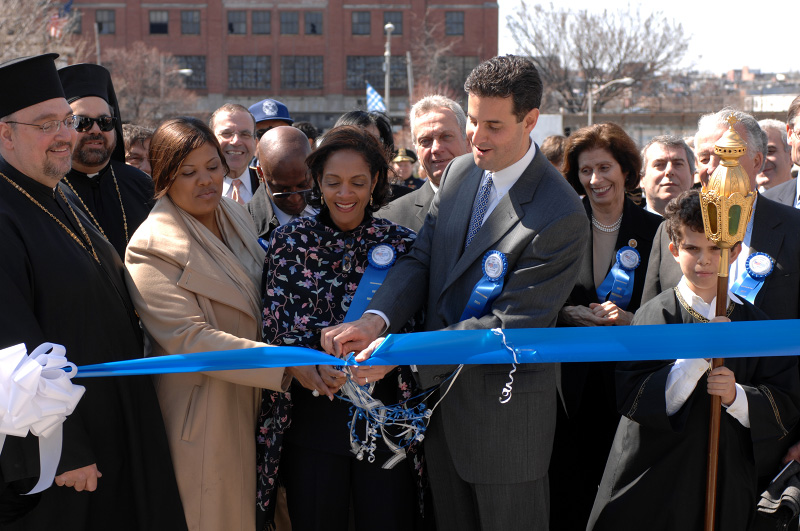
Конгрессмен Джон Сарбейнз и мэр Балтимора Шейла Диксон разрезают ленточку на Мэрилендском параде по случаю Дня независимости Греции (2007)

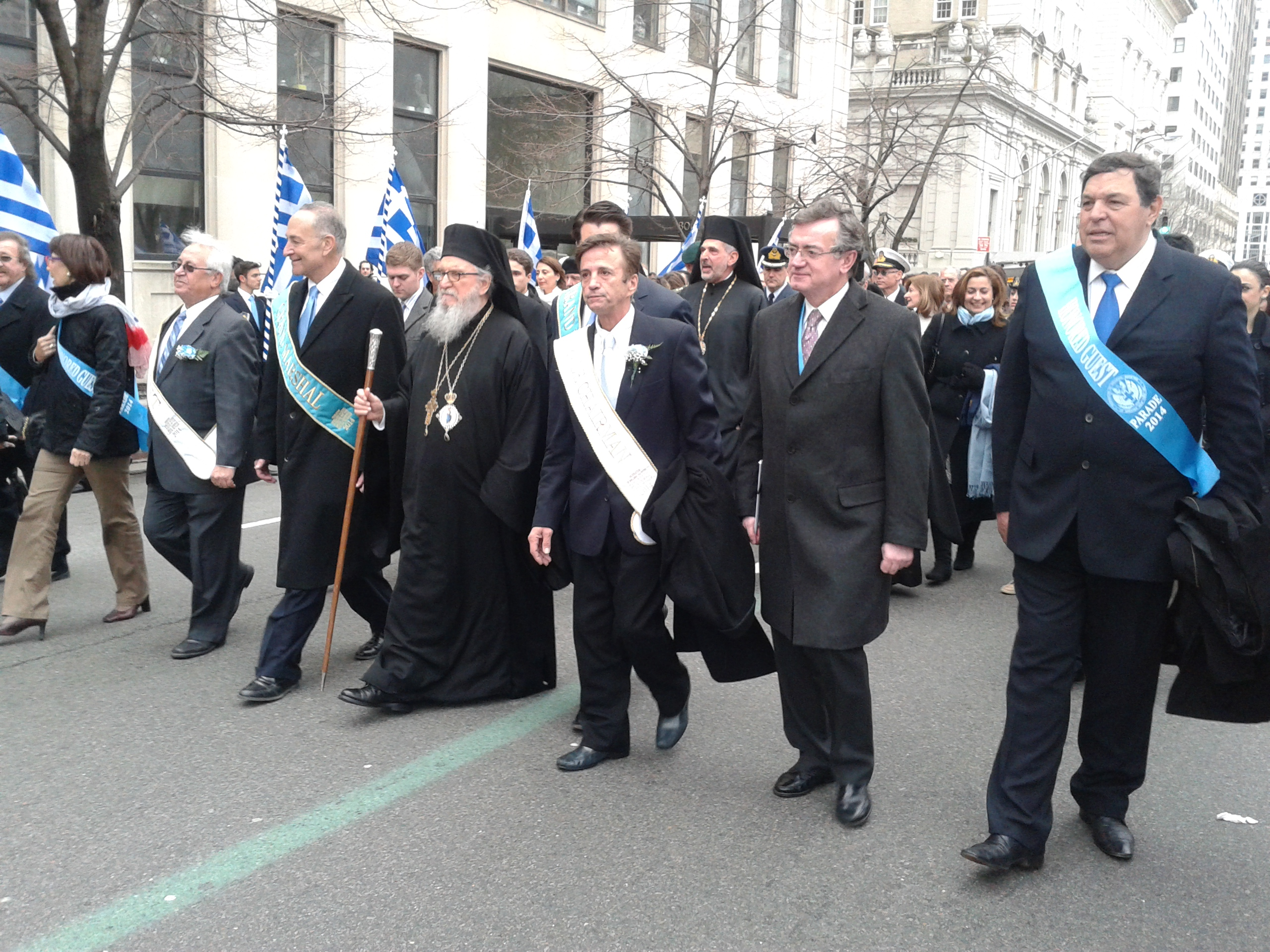
Парад по случаю Дня независимости Греции на Пятой авеню (Нью-Йорк, 2014)

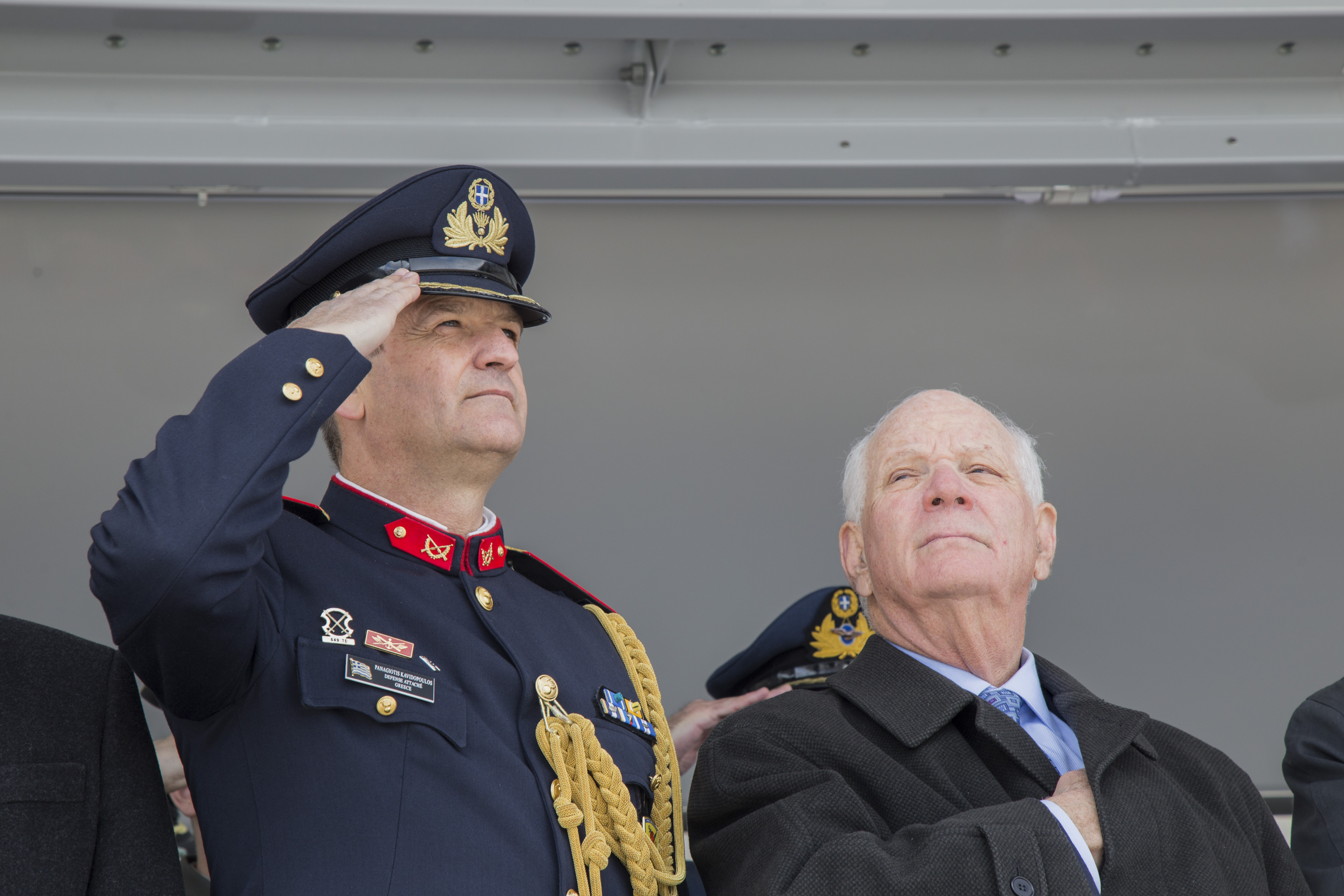
Сенатор США Бен Кардин принимает участие в Мэрилендском параде по случаю Дня независимости Греции (2018)

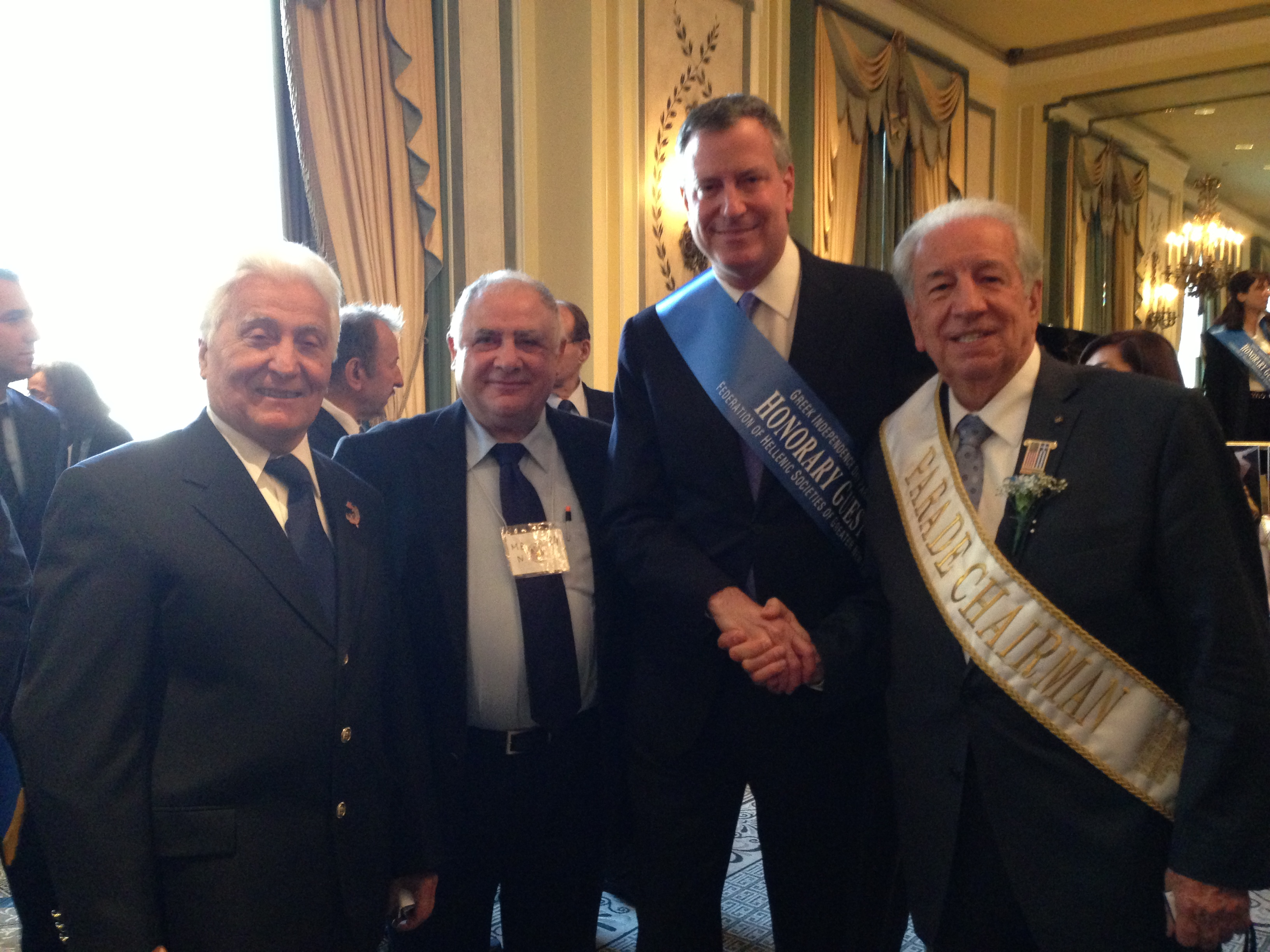
Билл Де Блазио (второй справа) на торжественном завтраке по случаю Дня независимости Греции (Нью-Йорк, 2013)

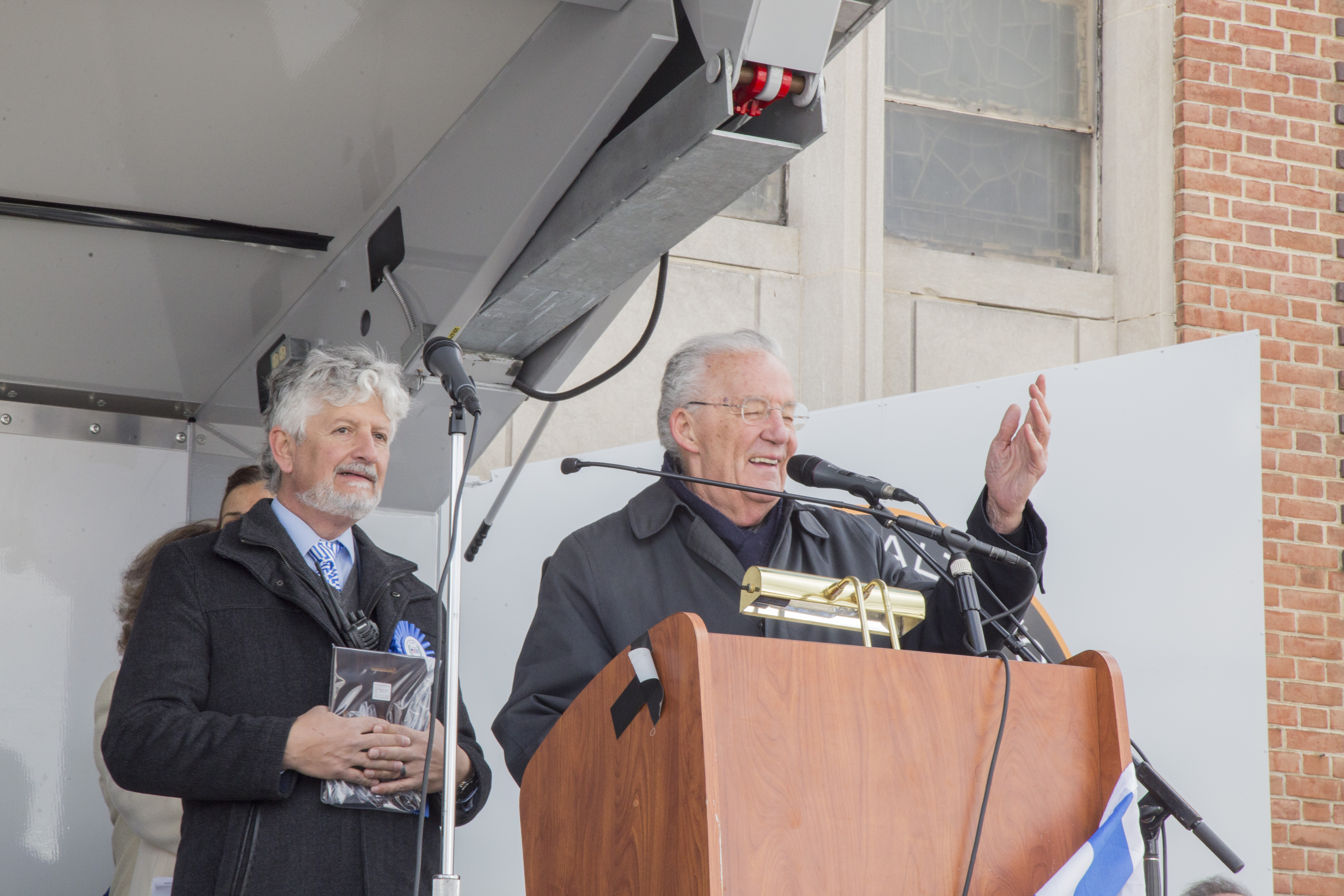
Бывший сенатор США Пол Сарбейнз выступает с поздравительной речью на Мэрилендском параде по случаю Дня независимости Греции (2018)

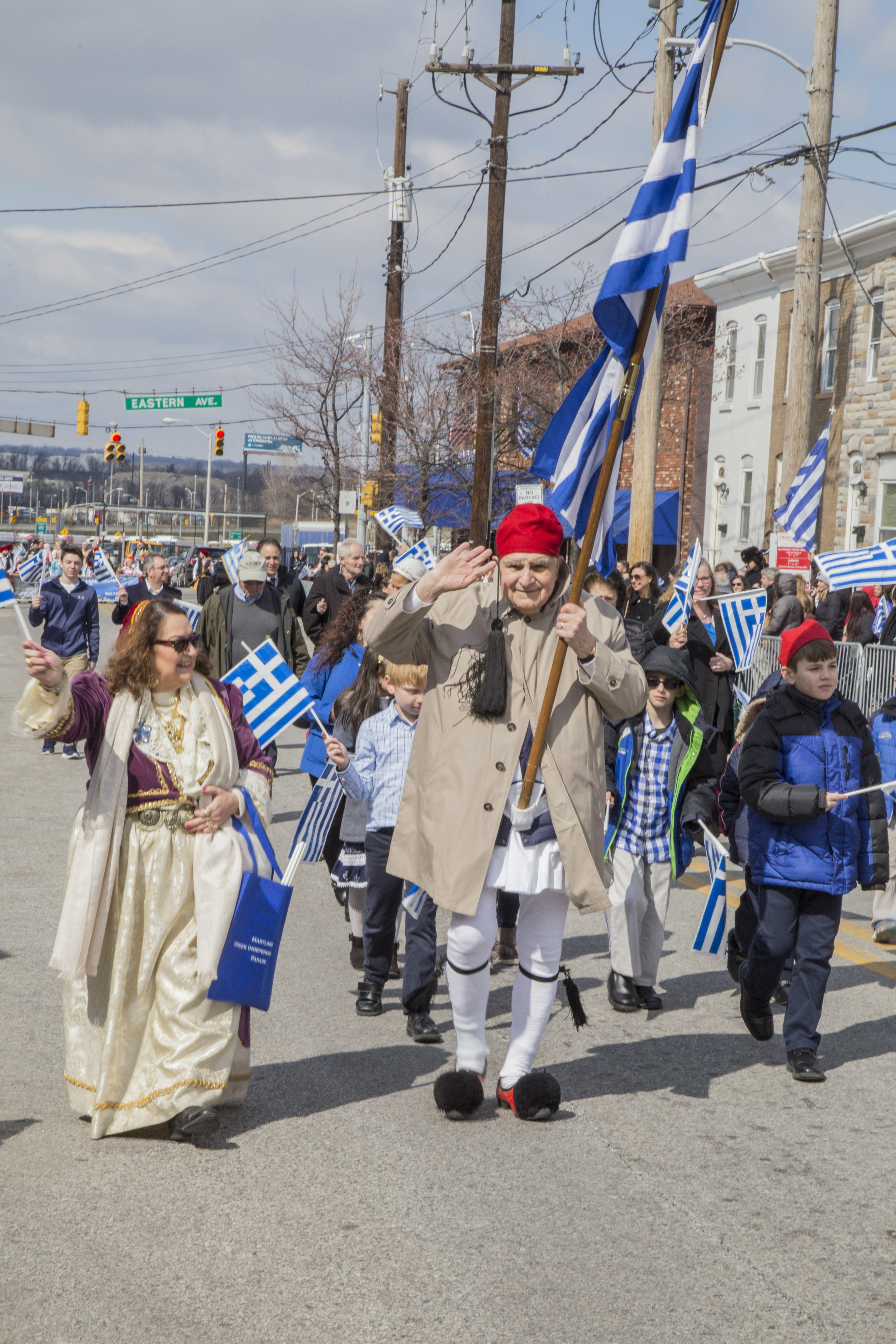
Мэрилендский парад по случаю Дня независимости Греции (Балтимор, 2018)

День независимости Греции отмечается греческой диаспорой по всему миру, в том числе греческой общиной Соединённых Штатов. С первой половины XX века в США в рамках празднования этого дня проводятся торжественные парады. Хотя события организуются во многих городах страны на протяжении многих лет, одни из самых популярных ежегодных парадов проходят в Нью-Йорке, Чикаго, Бостоне, Тарпон-Спрингсе, Балтиморе, Детройте и Филадельфии.

#### Нью-Йорк
В 1893 году Солон Власто обратился к мэру Нью-Йорка Томасу Гилрою с просьбой выставить греческий флаг над ратушей города по случаю празднования Дня независимости Греции, на что получил положительный ответ. Было организовано два отдельных парада, так как между членами общества «Афина», основанного в 1891 году, произошёл раскол, причиной чему, в свою очередь, послужил конфликт между Вселенским Патриархатом и Церковью Эллады. Одна торжественная процессия прошла по Восьмой авеню, а вторая — в Вашингтон-Сквер-парке. Позднее стороны примирились, и с тех пор греческая община Нью-Йорка проводит один ежегодный парад на Пятой авеню.
В 1938 году первый греческий парад провела Федерация греческих обществ Большого Нью-Йорка.
В 1949 году на параде впервые маршировали эвзоны — члены Президентской гвардии Греции. По состоянию на апрель 2018 года самый старый эвзон (90 лет), принимавший участие в этом праздничном шествии, проживал в Пенсильвании.
С 1951 года мероприятие проходит на Пятой авеню в центре Манхэттена.
Согласно журналу «TimeOut», на Нью-Йоркском параде собирается наибольшее число греков за пределами Греции, исчисляемое тысячами марширующих и таким же количеством зрителей.

#### Чикаго
В 1965 году первый греческий парад состоялся в Чикаго. На параде 1969 года, проходившем в духе 1960-х годов, марширующие несли плакаты с лозунгами против Режима полковников — военной диктатуры в Греции (1967—1974). С течением времени парад становился всё более популярным и массовым, и в 1990-е годы проходил в центре города. С середины 1990-х годов он проводится на Холстед-стрит в Гриктауне. На мероприятии собирается многотысячная публика.

#### Бостон
В 1994 году первый греческий парад прошёл в Бостоне. 22 апреля 2018 года в городе проводился 23-й по счёту парад.

#### Детройт
В годы Второй мировой войны греческий парад впервые прошёл в Детройте. Тогда мероприятие проводилось с целью сбора денежных средств на военные облигации для оказания гуманитарной помощи находившейся под нацистской оккупацией Греции, являвшейся важным союзником США в борьбе с фашизмом. Парад продолжался ежегодно до конца 1960-х годов. В 2000 году греческая община Детройта, решившая возродить парад, сформировала организационный комитет по подготовке и проведению данного мероприятия. В 2001 году комитет отметил День независимости Греции в здании Международного Центра в Гриктауне, а с 2002 года событие вновь проходит традиционно в виде уличного парада.
Парад в честь Дня независимости Греции на 5-й авеню в Нью-Йорке в апреле 2013 года

#### Белый дом
С 1986 года, по инициативе американских греков Александра Карлуцоса, Тома Корологоса и Энди Манатоса, День независимости Греции ежегодно празднуется в Белом доме. Первым президентом США, принимавшим греков США в Белом доме, был Рональд Рейган, в 1987 году впервые подписавший прокламацию о Дне независимости Греции. В торжественном событии, кроме президента, также принимает участие вице-президент США, а приглашёнными являются наиболее известные представители греческой общины Соединённых Штатов, а также греки (политики, люди искусства, предприниматели и др.) из Греции, с Кипра, Украины и др. стран. Мероприятие сопровождается исполнением живой традиционной греческой музыки и танцев. Греческая община США является одной из двух единственных этнических групп страны (включая ирландскую), которые президент США ежегодно принимает в своей официальной резиденции в Вашингтоне (округ Колумбия).
Празднование Дня независимости Греции в Белом доме

## Религия и церковь

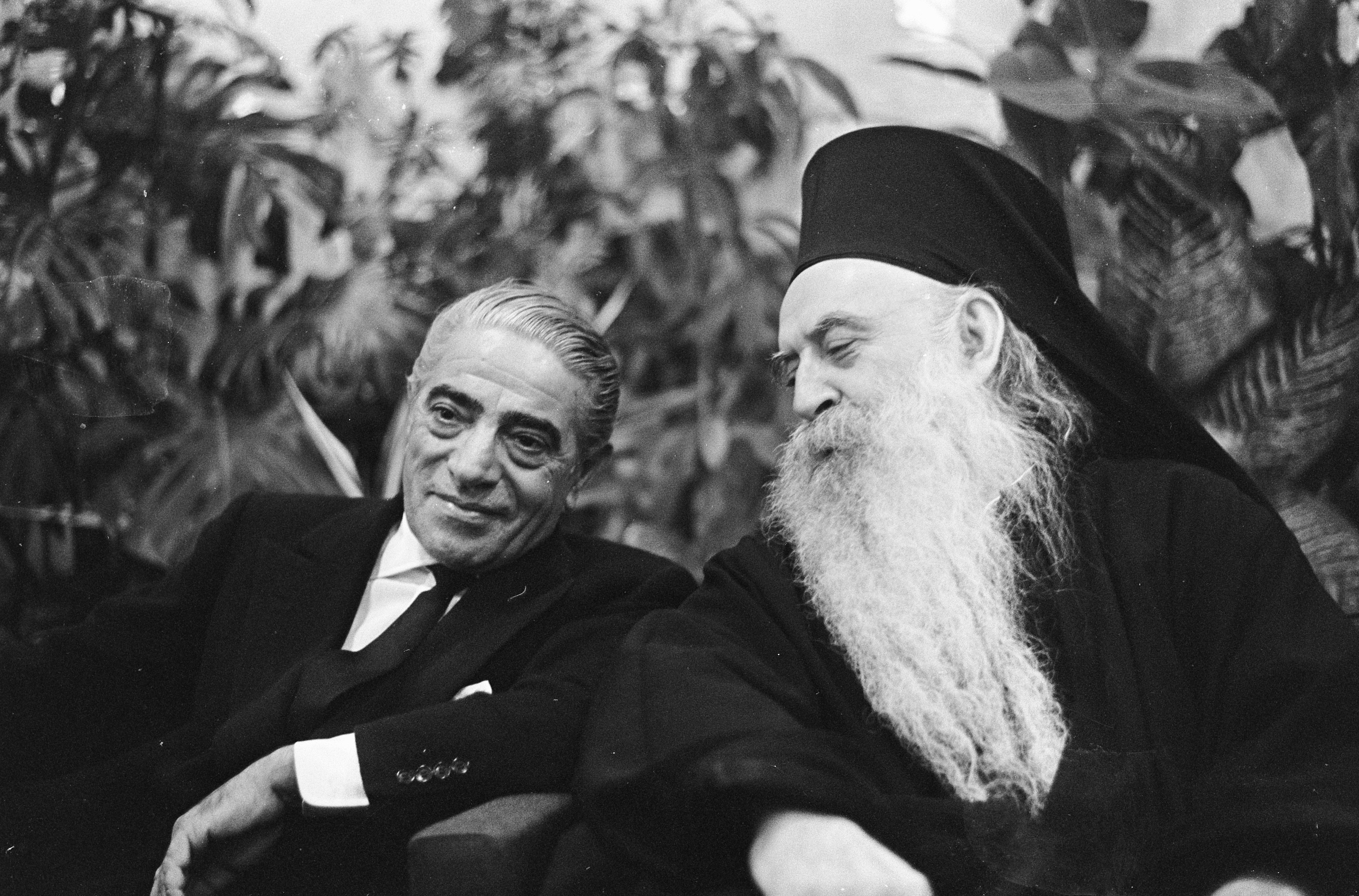
Вселенский Патриарх Афинагор с греческим судовладельцем Аристотелисом Онасисом (США, 1967)

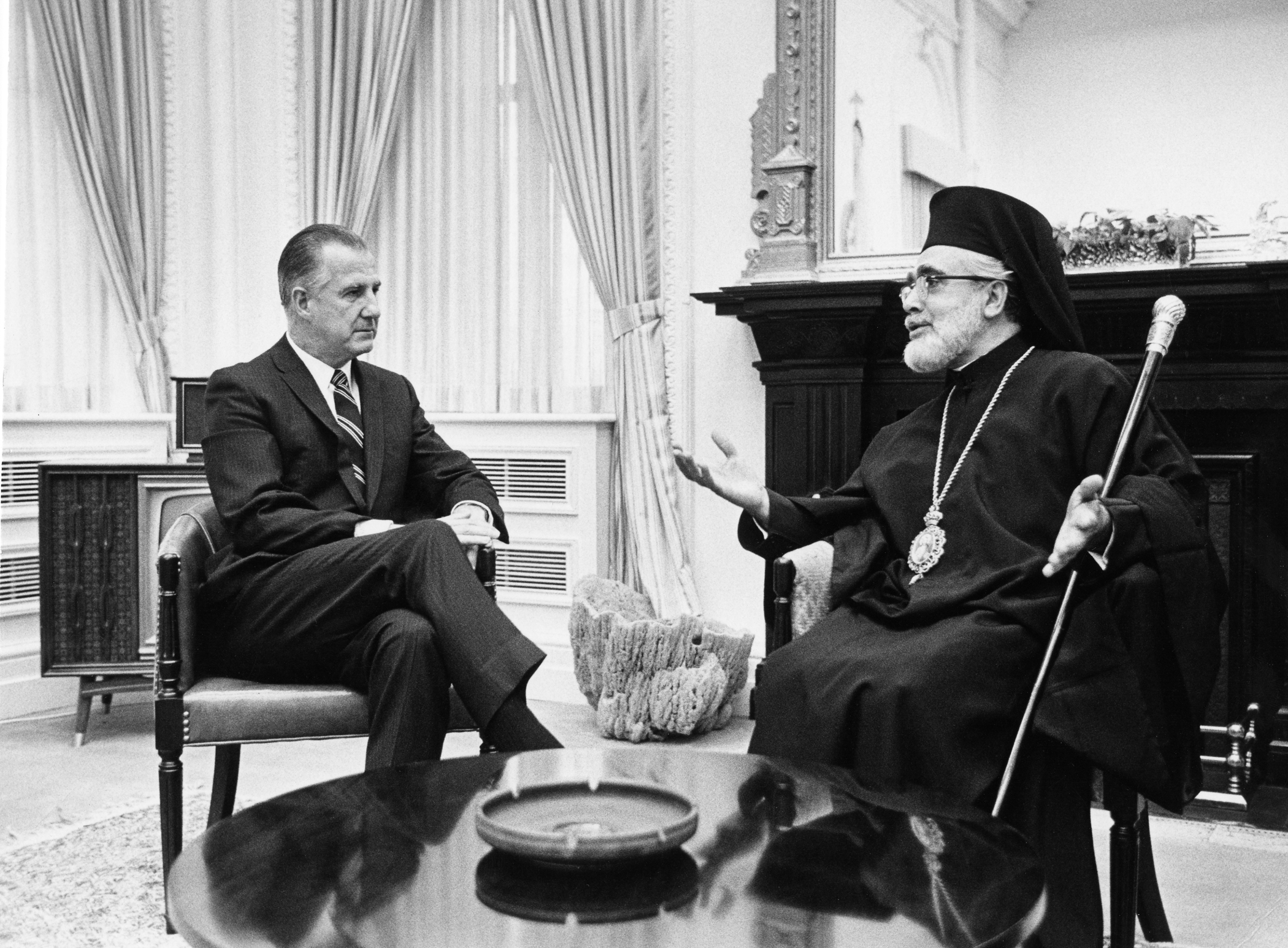
Архиепископ Американский Иаков с вице-президентом США Спиро Агню в Белом доме

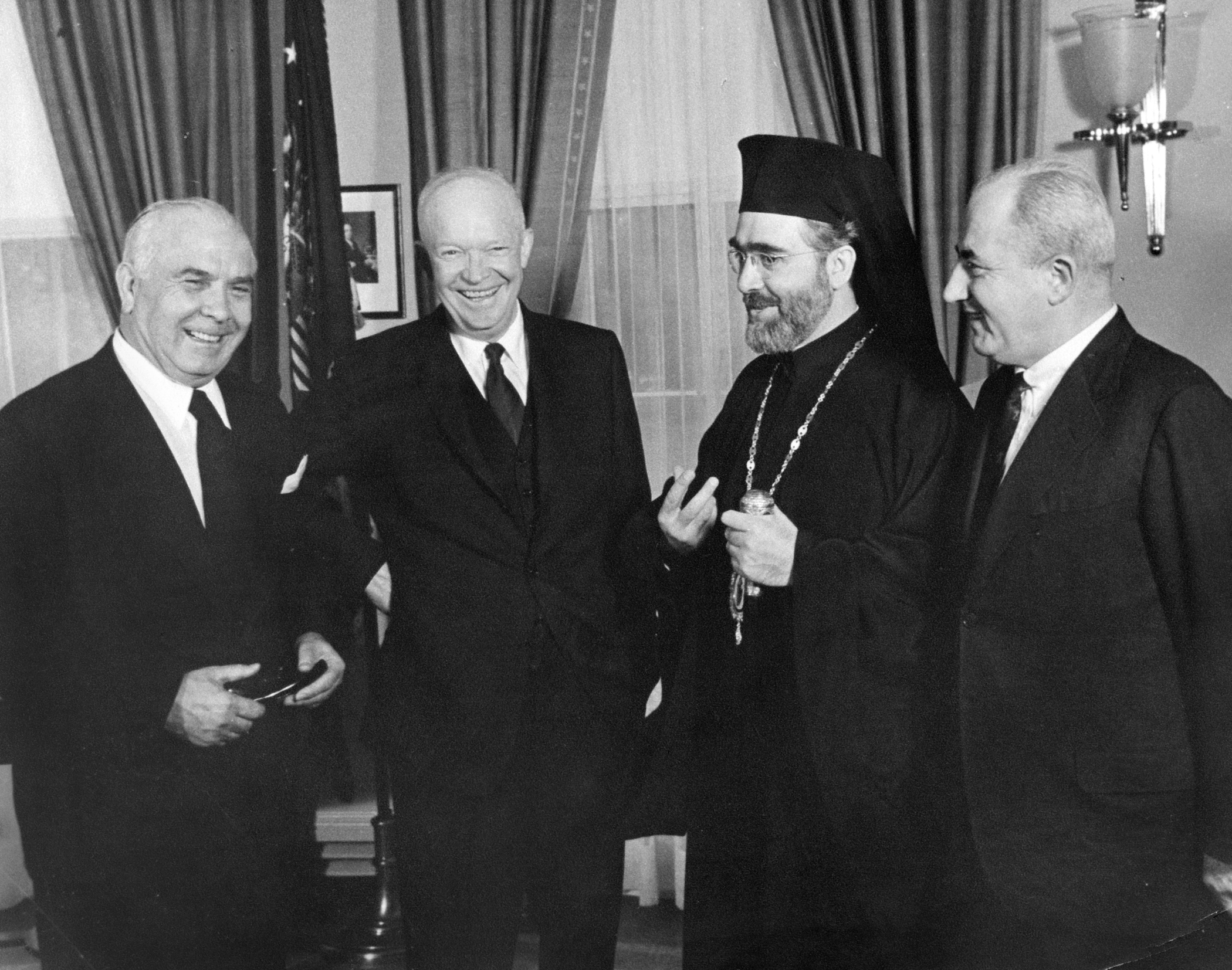
Архиепископ Иаков с президентом США Дуайтом Эйзенхауэром и Спиросом Скурасом (крайний слева)

На протяжении многих лет самым активным борцом за концепцию греческой диаспоры являлась греческая православная церковь. Теодор Салутос в своей книге «The Greeks in the United States» писал:
Эллинизм и греческое православие — переплетённые между собой — выполняли функцию пуповины, которая связывала иммигранта с родиной, питала его патриотические аппетиты и помогала сохранять веру и язык своих родителей.
Церковь помогала удовлетворять эмоциональные и духовные потребности иммигрантов. Первые церкви возникали в общинах, в которых специально создаваемые советы проводили сбор финансовых средств на их строительство. Первая греческая православная церковь в США появилась в 1864 году в Новом Орлеане, а по мере роста греческих общин церкви строились в Нью-Йорке (1892), Чикаго (1893), Лоуэлле (1903) и Бостоне (1903). К 1923 году в США насчитывалось 140 греческих церквей.
Начиная с 1930-х годов церковь заняла центральное место в жизни греческой общины США. Она всегда помогала грекам сохранять свои культурные традиции, для многих являясь центром общинной жизни. Школы при церквях стимулировали и содействовали изучению греческого языка.
Все епархии, приходы и церкви США находятся в составе Греческой православной архиепископии Америки, основанной в 1922 году и находящейся в юрисдикции Вселенского Патриарха Константинопольского.
Важной вехой в истории Греческой православной архиепископии Америки стало прибытие в США в 1931 году архиепископа Афинагора. Его целью было примирение находящейся в тот период в состоянии раскола местной греческо-православной общины. Афинагору удалось ликвидировать этот раскол и объединить под своим руководством все греческие православные приходы Америки. Впоследствии он имел огромное влияние на все события, имевшие место в жизни американских греков. Им были открыты школы при церквях. Двоюродным братом архиепископа Афинагора являлся дед известного греко-американского политика и общественного деятеля Криса Спиру.
В 1930-х годах Американская архиепископия издавала еженедельную газету «Orthodox Observer», которую получали все прихожане. Газета имела один из самых крупных тиражей среди всех греко-американских изданий.
В 1939 году в США прибыл будущий архиепископ Американский Иаков. Будучи главой Американской архиепископии на протяжении более 35 лет, Иаков пользовался большим авторитетом и уважением не только среди греков, но и всех американцев. Он был одним из первопроходцев в сфере прав человека в США, его позиция в этом вопросе была чрезвычайно мужественной для того времени и нетипичной для многих лидеров Соединённых Штатов.

## Общественные организации

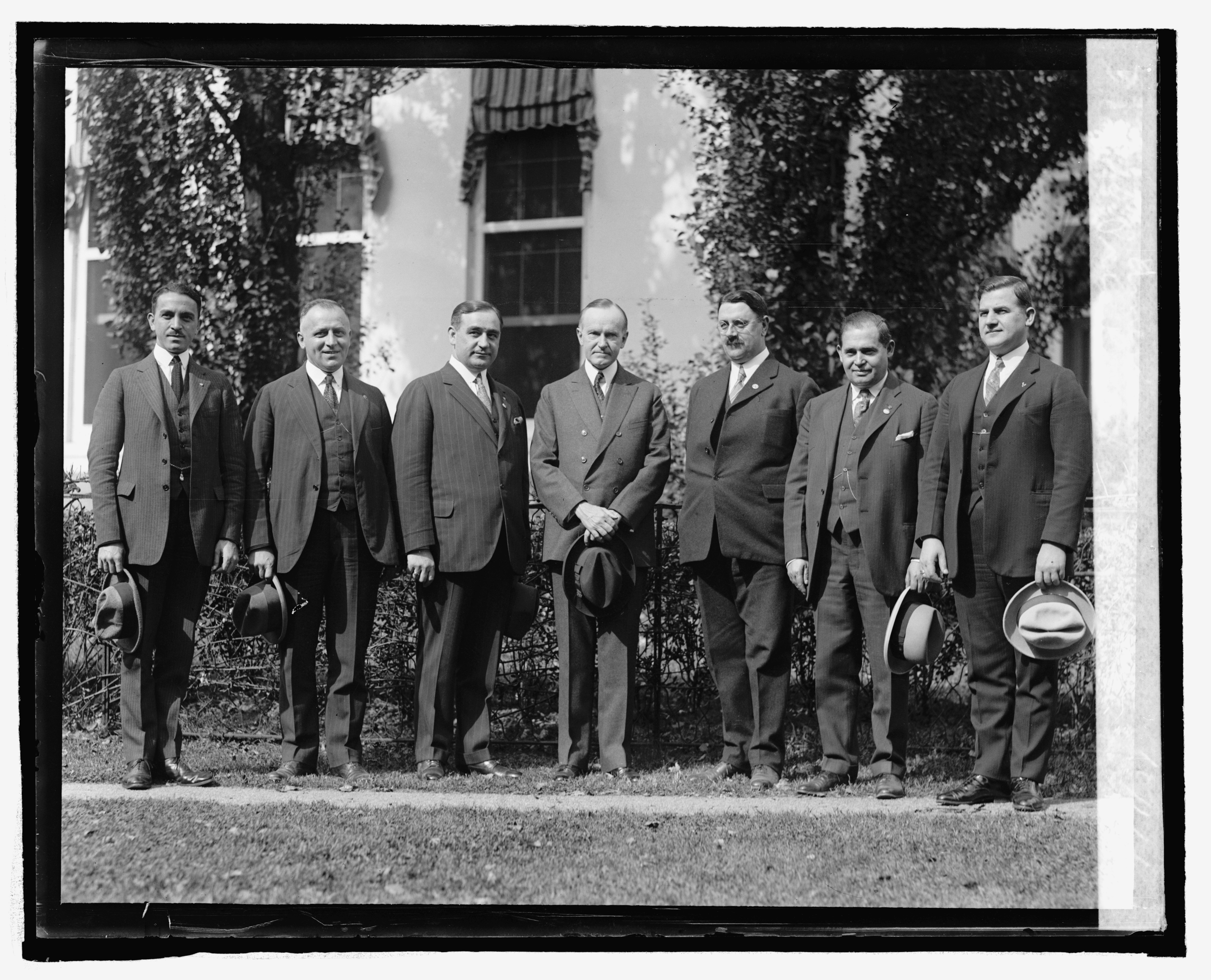
Президент США Калвин Кулидж с американскими греками (16 октября 1924)

С первых дней поселения в США греки создавали свои организации. На сегодняшний день в Соединённых Штатах существуют сотни региональных, религиозных, профессиональных, лоббистских, образовательных, благотворительных и пр. греко-американских организаций.
Общественные греко-американские организации обычно имеют узкую направленность в плане преследуемых целей, объединяя иммигрантов из отдельных регионов, субрегионов или даже одной деревни. Политические вопросы обычно не являются приоритетными, исключая те случаи, когда организация ставит перед собой задачу решения какой-либо конкретной проблемы (например, объединение Кипра с Грецией, спасение греческой общины Албании и др.).

### AHEPA и GAPA

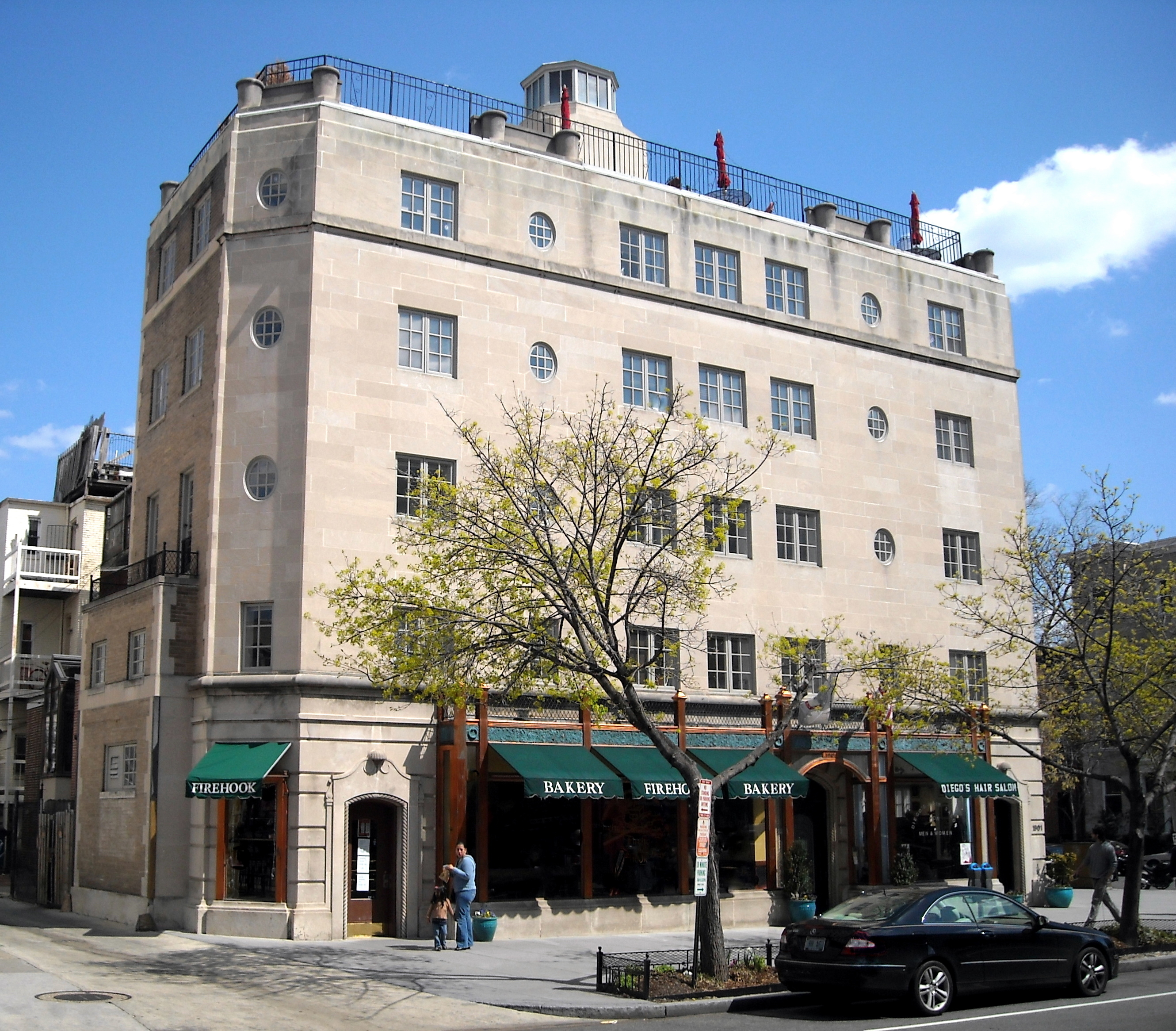
Штаб-квартира AHEPA

Две крупные организации другого типа, Американо-греческий прогрессивный просветительский союз (AHEPA) и Греко-американский прогрессивный союз (GAPA), изначально сосредоточились на решении проблем греков США. Своей непосредственной задачей AHEPA, основанный в 1922 году, ставил борьбу с расизмом, с которым столкнулись многие греческие иммигранты: из первых 33 отделений организации все, кроме трёх, находились на Юге и Юго-Западе, где греки часто сталкивались с Ку-клукс-кланом. С самого начала членами AHEPA становились греческие профессионалы и бизнесмены, которые тесно взаимодействовали как с американскими коллегами, так и со своими соотечественниками. Напротив, GAPA, основанный в 1923 году как непосредственный антипод AHEPA, ориентировался сугубо на греков. Официальным языком организации, в отличие от AHEPA, был греческий, а на определённом этапе своего существования GAPA даже утверждал, что настоящими греками являются только представители греческой православной веры. GAPA заявлял, что AHEPA в действительности была антигреческой организацией, политика которой приведёт к уничтожению греческой культуры в Америке.
В 1920-е годы греческая православная церковь открыто поддерживала GAPA. Вокруг организации сплотились традиционалисты самых различных взглядов, однако никакого чёткого раскола, как это имело место быть в случае с газетами «Atlantis» и «The National Herald», не существовало. Многие либералы являлись культурными традиционалистами, в то время как многие роялисты были крайними сторонниками американизации. Как GAPA, так и AHEPA создали женские и молодёжные филиалы.
19 декабря 1939 года, за несколько месяцев до вступления Греции во Вторую мировую войну, в своей газете «Tribune» GAPA вновь подтвердил, что его приоритетами являются «сохранение и распространение греческих идеалов, в особенности бессмертного греческого языка и животворящей православной веры». Годом ранее на Верховном Собрании AHEPA 1938 года были рассмотрены насущные вопросы. Был принят ряд положений, осуждающих фашизм и антисемитизм, а также резолюции в поддержку демократии для всех наций, в то время как выступавшие предостерегали, что Иоаннис Метаксас может втянуть Грецию в союз с нацистской Германией. Организация обязалась сделать всё возможное, чтобы спасти греческий народ от «миазмы фашизма».
Курс AHEPA получил бо́льший отклик у американских греков. К 1940 году организация имела 300 отделений, что практически равнялось числу православных церквей в тот период, и 20 000 членов. GAPA имела вдвое меньше отделений и членов. Разница в силе проявлялась и в том, что членами AHEPA являлись более образованные, состоятельные и влиятельные люди. В результате послевоенного изменения стратегии церкви и победы политики американизации, AHEPA легко сохранил за собой доминирующую роль.
Как и в случае с прессой, существовала левая альтернатива как AHEPA, так и GAPA, имевшая непродолжительный период влияния, а именно греческое отделение Международного ордена трудящихся (IWO), созданного Коммунистической партией, многие члены которого не имели коммунистических взглядов. На пике своей деятельности, который пришёлся на 1940-е годы, греческое отделение IWO имело 30 лож в различных промышленных районах и 1 000 членов, уплачивающих взносы. Одна ложа в Бруклине состояла полностью из ресторанных работников, одну на Манхэттене составляли члены союза греческих трудящихся в сфере меховой индустрии, а также имелось шесть лож в фабричных городках Массачусетса.
Среди других известных греко-американских организаций:

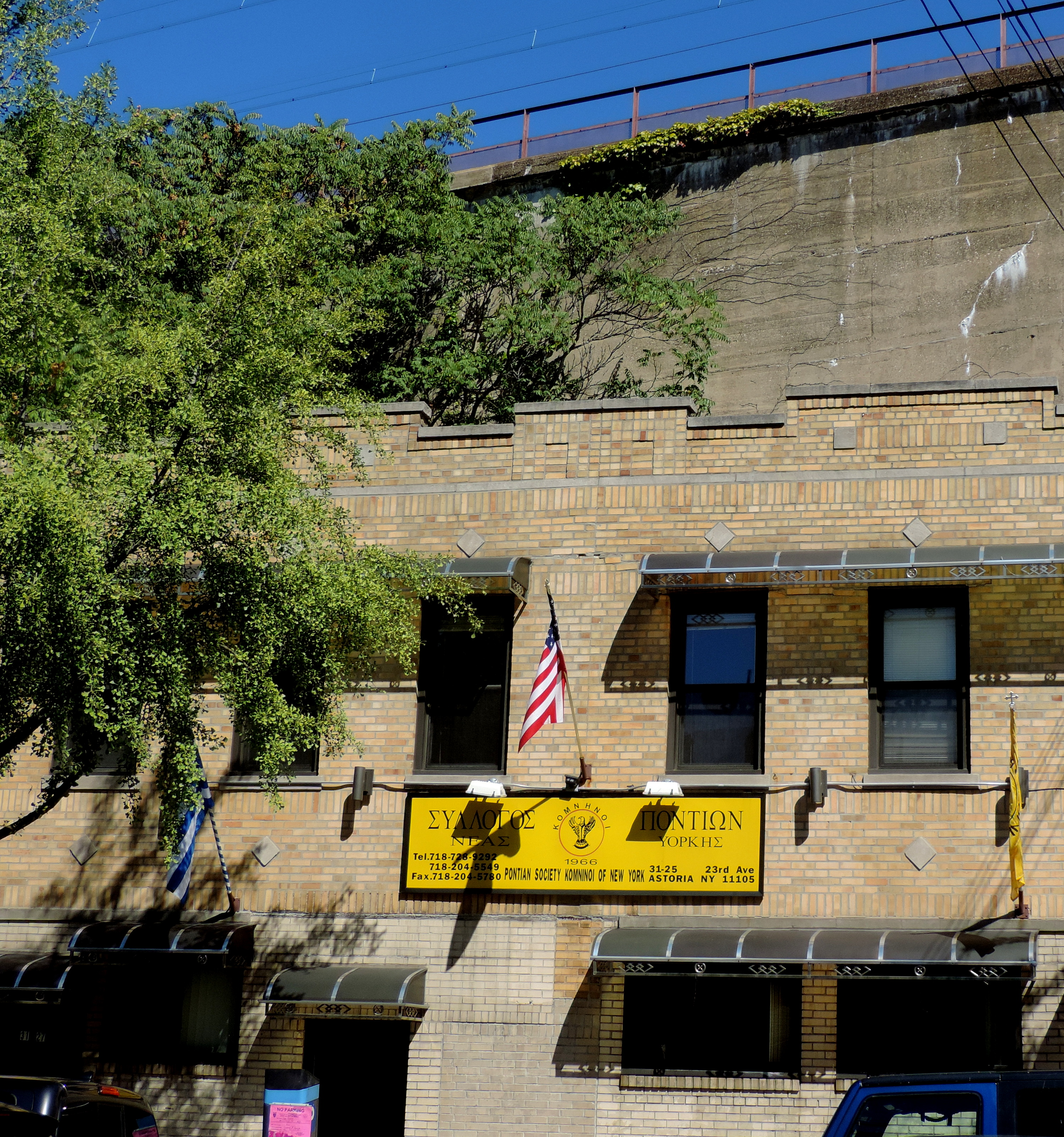
Понтийское общество в Астории

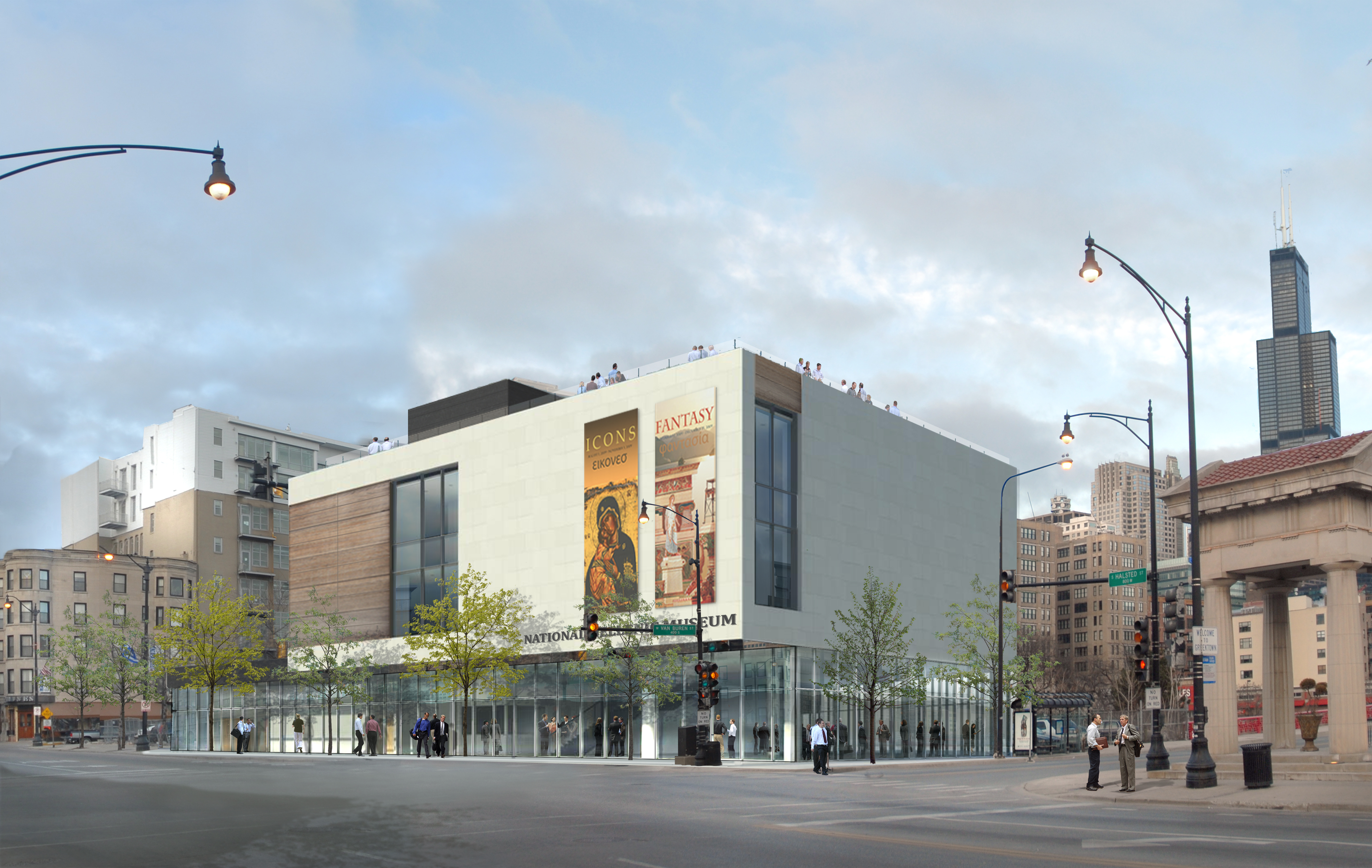
Национальный греческий музей

- Греческая православная архиепископия Америки — это религиозная организация, наиболее тесно связанная с греческой общиной Америки. Основана в 1921 году[65]. Под её эгидой находится Греческая православная молодёжь Америки (GOYA) — самое крупное объединение молодых православных христиан в США[66].
- Американо-греческий институт (AHI) — это организация греков США, созданная в 1974 году с целью укрепления и усиления американо-греческих и американо-кипрских отношений, а также взаимоотношений внутри греко-американского сообщества[67].
- Орден святого апостола Андрея[68].
- Совет греко-американских лидеров (HALC)[69].
- Leadership 100[70]
- Faith: An Endowment for Orthodoxy & Hellenism[71]
- Инициатива грядущего поколения (NGI) — это фонд, сотрудничающий с видными лидерами и руководителями из среды греков США с целью предоставления возможности получения образования греко-американским студентам[72].
- Стипендиальный фонд «PanHellenic»[73].
- Совет греков зарубежья (SAE) — это финансируемая правительством Греции зонтичная организация, членами которой являются греческие организации по всему миру. Основана в 1995 году указом президента Греции с целью решения вопросов греков зарубежья. Первым президентом SAE был Эндрю Атенс, один из выдающихся лидеров греческой диаспоры[74].
- Греческое общество Пайдейя (HSP) (см. Пайдейя) занимается продвижением эллинизма и православия с 1977 года путём внедрения занятий по изучению Греции и Византийской империи в средних школах и университетах, предлагая круглый год программы обучения в Греции, а также посредством различных строительных проектов по всей стране. Организация предоставляет возможность посетить Грецию от 200 до 500 студентам ежегодно. «Пайдейя» реализует проекты строительства классических греческих амфитеатров в Коннектикутском университете и Центре эллинистических исследований Род-Айлендского университета.[75]
- Национальная ассоциация греческих студентов (NHSA)[76] — это независимая сеть Ассоциаций греческих студентов (HSA) по всей территории США. Путём установления связей между греческими, греко-американскими и кипрскими студентами образовательных учреждений США организация осуществляет продвижение своих идей и проектов, а также распространяет эллинский дух в кампусах по всей стране[77].
- Многие топика соматиа, или клубы, представляют различные регионы Греции — места происхождения греков Америки, их местные родины. Среди десятков таких клубов, входящих в состав более крупных зонтичных организаций, Федерация греческих обществ Большого Нью-Йорка[78], Панмакедонская ассоциация США[79], Панэпирская федерация Америки[80], Панкритская ассоциация Америки[81], Паникарийское братство[82], Всепонтийская федерация США и Канады[83], Хиосские общества Америки и Канады[84], Кипрская федерация Америки[85], Панлаконская федерация США и Канады[86], Панмессинская федерация США и Канады[87], Панаркадская федерация Америки[88], Федерация Центральной Греции США и Канады[89] и др.
- Национальный греческий музей[90].
- Международная греческая ассоциация (IHA) — некоммерческая организация, учреждённая в штате Делавэр. Членами IHA являются, в основном, представители академических кругов, а также бывшие дипломаты, армейские офицеры, государственные чиновники, журналисты, бизнесмены, учёные и другие видные деятели греческого происхождения со всего мира. Цель организации — объединение греков и содействие Греции в вопросах национального и культурного характера[91][92].

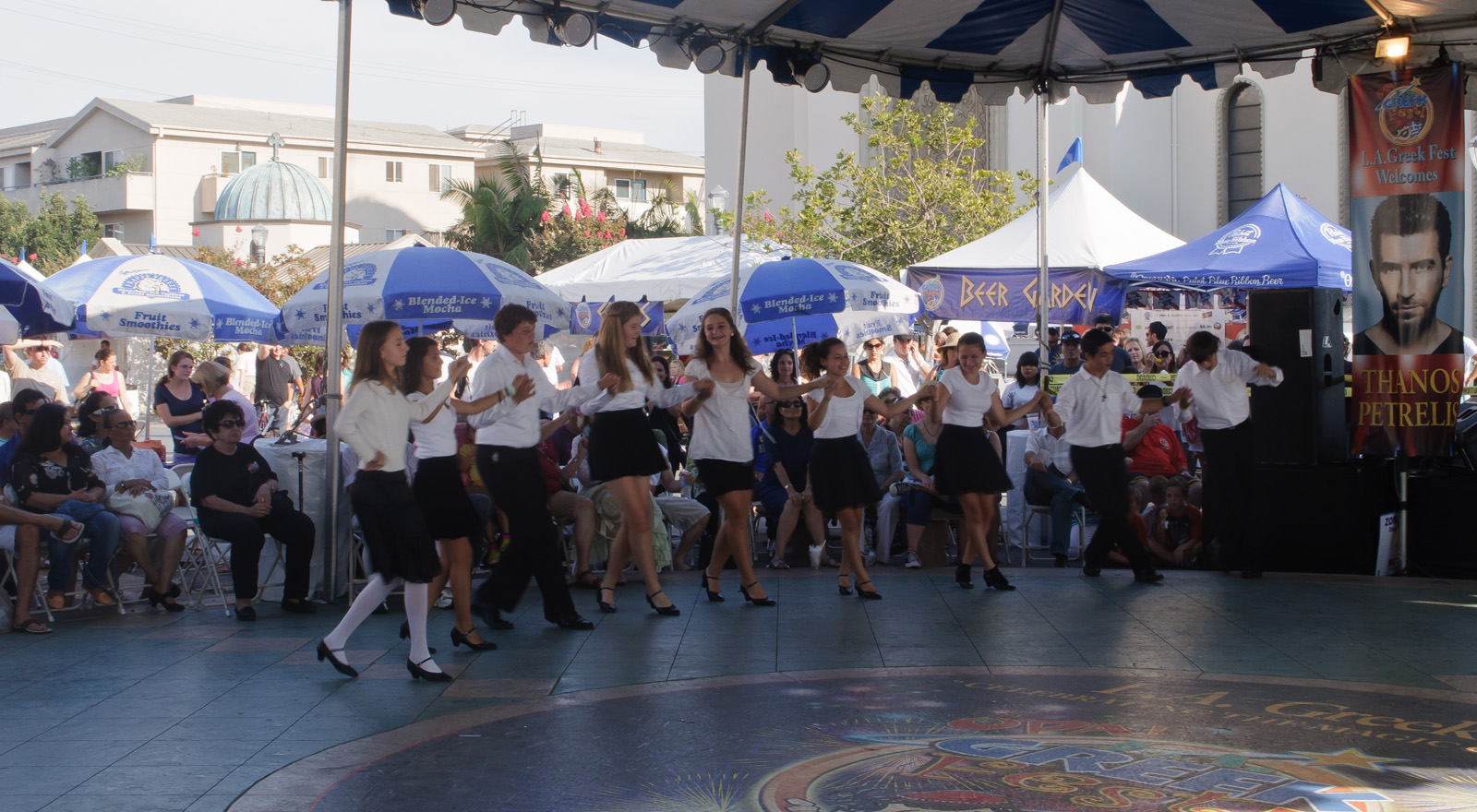
Лос-анджелесский греческий фестиваль
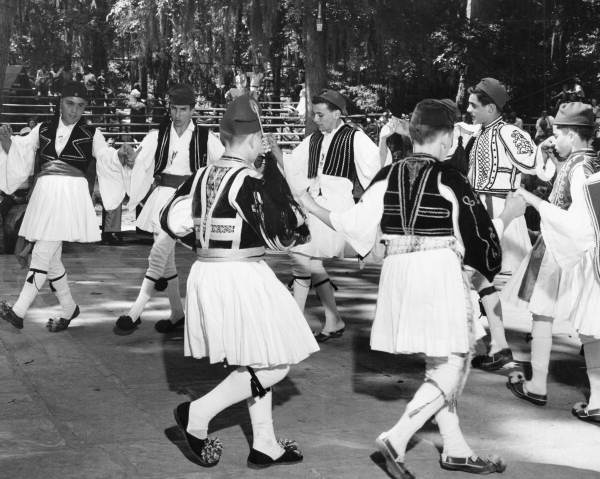
Танцы в греческой фустанелле на фольклорном фестивале в Уайт-Спрингсе (Флорида)
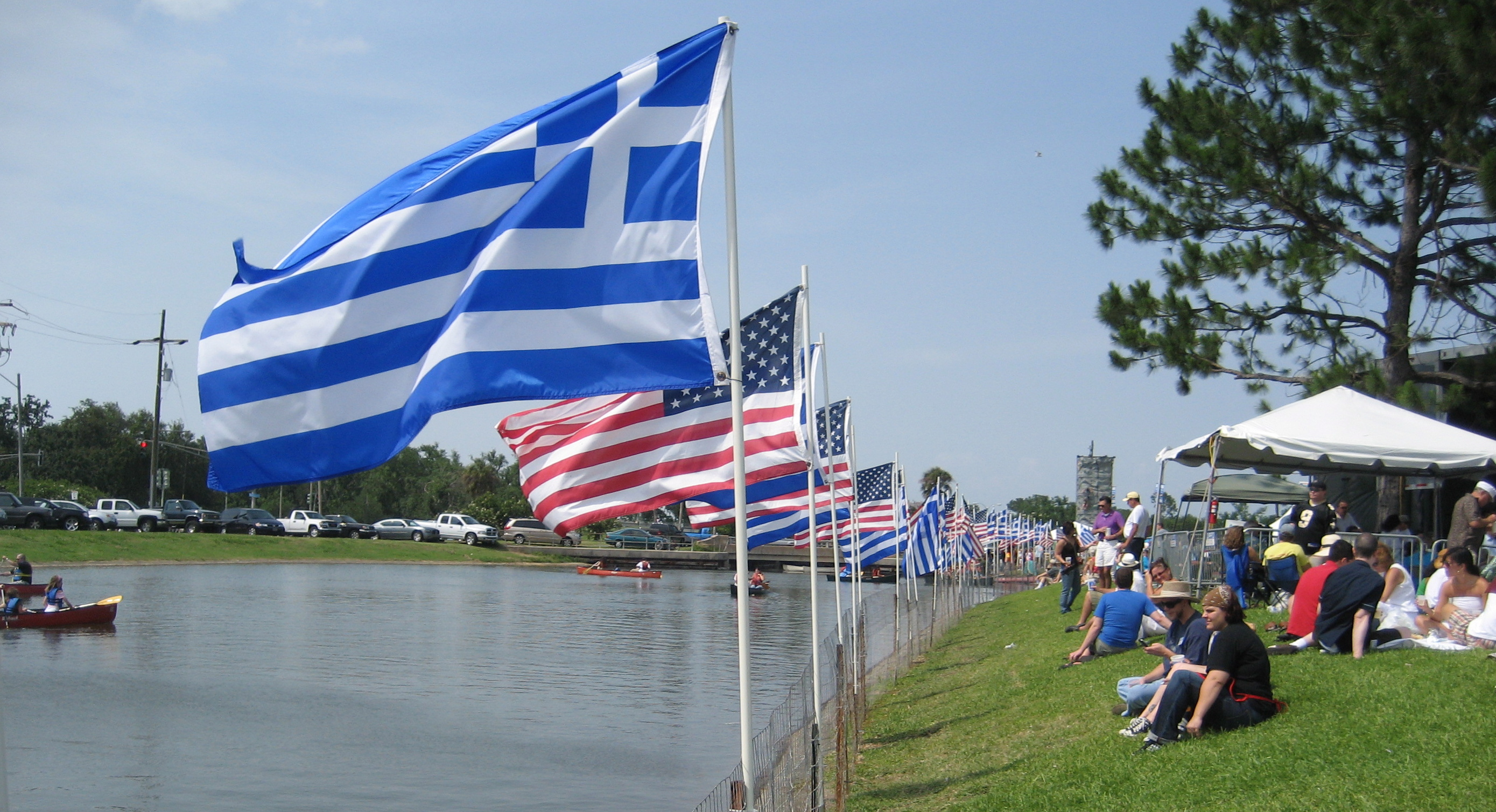
Греческий фестиваль (грикфест) в Новом Орлеане (Луизиана)

|                                                      |
| Греческий ресторан «The Taverna» в Олбани (Нью-Йорк) |

## Галерея изображений
Мэрилендский парад в честь Дня независимости Греции в Балтиморе в марте 2018 года

### Посольство и консульства
- Embassy
- General Consulate Los Angeles

### Благотворительные организации
- AHEPA
- The Hellenic Society «Paideia»
- Greek America Foundation
- National Hellenic Society
- Onassis Foundation (USA)
- Hellenic Times Scholarship Fund Архивная копия от 4 ноября 2016 на Wayback Machine

### Библиотеки и музеи
- National Hellenic Museum
- Tsakopoulos Hellenic Collection at California State University, Sacramento
- Basil J. Vlavianos manuscript collection at California State University, Sacramento
- The Museum Of Greek Culture at the The New England Carousel Museum constructed by The Hellenic Society Paideia housing a Macedonia exhibit.

### Торговые организации
- Hellenic-American Chamber of Commerce
- Greek-American Chamber of Commerce

### Аффилированные торговые организации
- Hellenic Canadian Board of Trade
- Hellenic Canadian Lawyers Association
- Hellenic-Argentine Chamber of Industry and Commerce (C.I.C.H.A.)

### Веб-сайты
- Hellenism.Net
- Macedonia TV of USA
- Ellines.com
- News of the Greek Diaspora
- The National Herald
- Greek News
- Neos Kosmos
- Greek Reporter
- Pan-Macedonian Association USA
- Hellenic American Leadership Council
- Famous Greek-Americans
- International Coordinating Committee — «Justice For Cyprus»
- Hellenic News of America
- Greeks in Hollywood & TV
- The Pappas Post
- Federation of Hellenic Societies of Greater New York
- Hellenic American Neighborhood Action Committee
- Greek Orthodox Archdiocese of America
- Greek American News Agency
- NEO Magazine
- ΚΑΛΑΜΙ | Greek-American e-News
- Hellenic DNA
- Greeks in Washington
- Cosmos Philly. Greek American News from Philadelphia

### Разное
- Greek Independence Day Parade
- Η ιστορία των Κρητών της Γιούτα — Εορτασμοί για τα 100 -και πλέον- χρόνια παρουσίας στην περιοχή
- The Journey: The Greek American Dream (документальный фильм)
- The Greeks In Utah
- Immigration and Assimilation: the Greeks of Lowell
- Saluting Greek-American D-Day Heroes
- The Relationship Between Homeland and Diaspora: the Case of Greece and the Greek-American Community
- Greek Immigration in the United States—A Historical Overview
- First Greek Couple of North America: Andrea Dimitry and Marianne Celeste Dragon
- Tom E. “Tommy the Greek” Hrones
- Αρχές 17ου αιώνα οι πρώτοι 'Ελληνες στην Αμερική, στον 'Αγιο Αυγουστίνο Φλόριδας
- 1893: Η πρώτη Ελληνική Παρέλαση στη Νέα Υόρκη
- Washington Hellenic Review
- Ο Μετανάστης Κινηματογράφος